# 101 Vrouwen en de oorlog
101 Vrouwen en de oorlog (dt.: 101 Frauen und der Krieg) ist der Titel eines Buches der Historikerin und Schriftstellerin Els Kloek  mit 101 Biografien von Frauen, die im Zweiten Weltkrieg im Kontext der niederländischen Geschichte eine Rolle spielten.

## Hintergrund

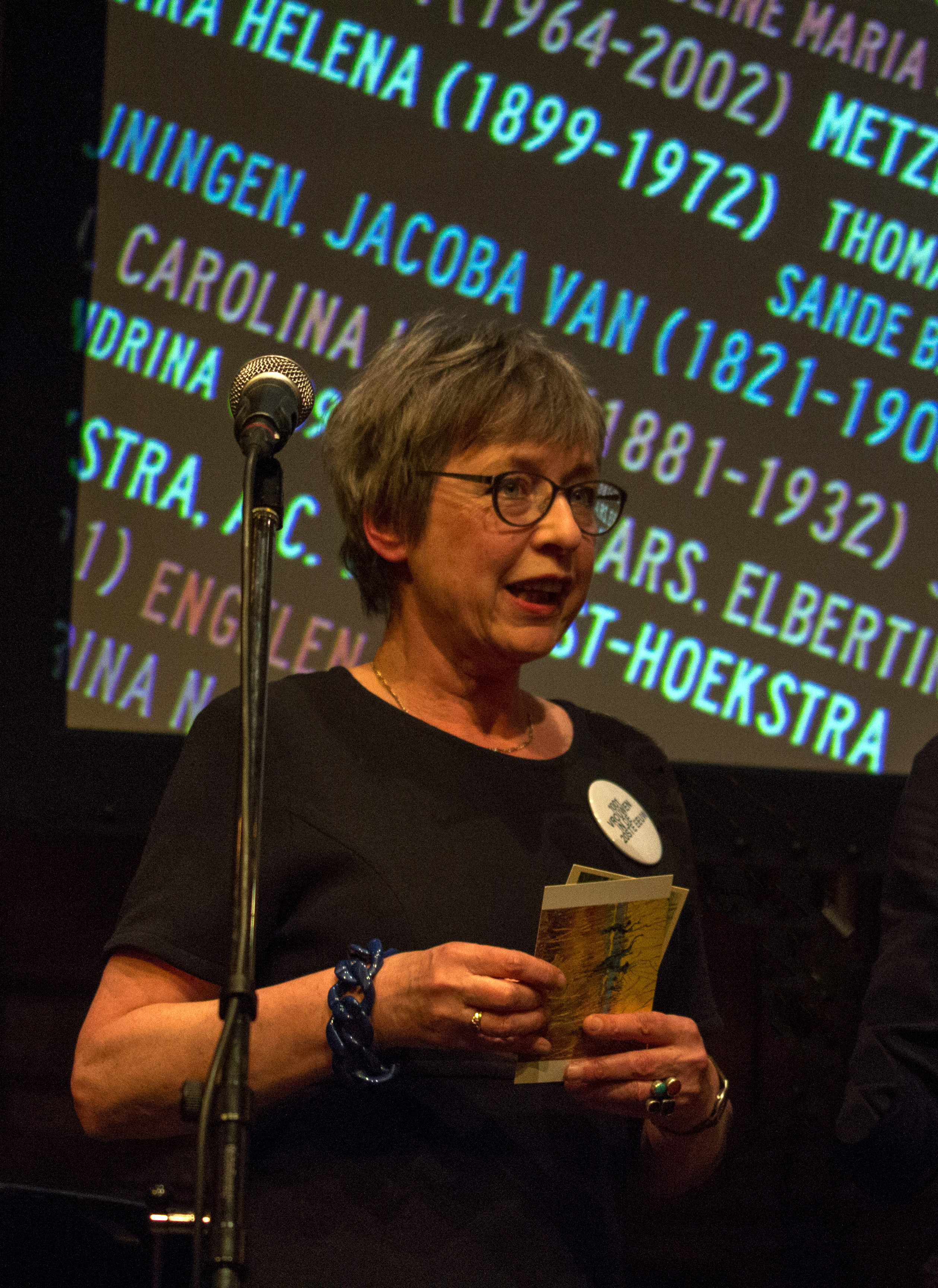
Els Kloek

Das Buch wurde von Els Kloek als Fortsetzung des 2013 veröffentlichten Nachschlagewerks 1001 vrouwen uit de Nederlandse geschiedenis (1001 Frauen aus der niederländischen Geschichte) zusammengestellt und von Irma Boom gestaltet. Es erschien 2016 in einer limitierten Auflage beim Verlag Vantilt anlässlich des Ruhestandsantritts von Marjan Schwegman, Professorin und damalige Direktorin des NIOD Instituut voor Oorlogs-, Holocaust- en Genocidestudies. Von Els Kloek stammen die Beiträge zu Annetje Fels-Kupferschmidt, Ru Paré, Ellen van der Ploeg, Sophie Elisabeth Saueressig und Theodora Versteegh. Im Jahr 2018 wurde 1001 vrouwen in de 20ste eeuw (1001 Frauen im 20. Jahrhundert) veröffentlicht, das Biografien aus 101 Vrouwen en de oorlog enthält. Von Oktober 2018 bis März 2019 wurde eine durch Els Kloek kuratierte begleitende Ausstellung im Amsterdam Museum gezeigt. Darin wurde das Leben von etwa 200 der im Buch dargestellten Frauen anhand von Originalgegenständen, Besitztümern und Schriften nachgezeichnet. Alle Biografien aus dem Buch sind auch verfügbar im Digitaal Vrouwenlexicon van Nederland, einem Online-Nachschlagewerk mit Biografien niederländischer Frauen des Huygens-Instituts für die Geschichte der Niederlande.

## Inhalt
Das Buch besteht aus Biografien von 101 Frauen mit unterschiedlichem Hintergrund und unterschiedlichem religiösen Glauben, deren Lebensgeschichten mit dem Krieg verknüpft sind. Der Band enthält einige Biografien von Lagerwärterinnen in den Konzentrationslagern, Mitgliedern der Nationaal-Socialistische Beweging (NSB), Kollaborateurinnen, niederländischen Nationalsozialistinnen, Antisemitinnen und rechtsextremen niederländischen Aktivistinnen. Außerdem sammelt er einige Biografien von Frauen im damaligen Niederländisch-Ostindien, darunter Gefangene und die „Trostfrauen“ genannten Zwangsprostituierten in japanischen Lagern. Der Großteil entfällt auf die Lebensgeschichten von Frauen in den Niederlanden, die sich aktiv im Widerstand gegen den Nationalsozialismus engagierten, Helferinnen von Untergetauchten oder selbst Verfolgte. Darunter finden sich sowohl jüdische als auch nichtjüdische Frauen.
Neben im Krieg durch ihre Leistungen oder Taten bekannt gewordenen Frauen enthält der Band auch Biografien von Frauen, deren Bekanntheit oder weiteres Leben erst in der Nachkriegszeit bedeutsam wurde. Außerdem sind einige Biografien von Mädchen und Frauen enthalten, deren private schriftliche Aufzeichnungen posthum veröffentlicht wurden. Als historische Dokumente aus der Zeit des Holocausts zeigen die Tagebücher die Unmenschlichkeit des Völkermordes in der Zeit des Nationalsozialismus auf. Ein gesondertes Kapitel des früheren NIOD-Direktors Hans Blom beschreibt die Rolle „der unbekannten Hausfrau“ in Analogie zum Bild „des unbekannten Soldaten“. Die Lebensläufe werden ergänzt durch ganzseitige Fotos der porträtierten Frauen.
Übersicht der Biografien:
1. Suze Arts
2. Clara Asscher-Pinkhof
3. Costavina Aya Ayal
4. Nina Baumgarten
5. Frieda Belinfante
6. Else Berg
7. Cornelia Johanna van den Berg-van der Vlis
8. Charlotte van Beuningen-Fentener van Vlissingen
9. Stien van Bilderbeek
10. Rosa Boekdrukker
11. Corinne Marie Louise van Boetzelaer
12. Mies Boissevain-van Lennep
13. Hilda Bongertman
14. Corrie ten Boom
15. Els Boon
16. Cornelia Bosch
17. Elisabeth Brugsma
18. Jetty Cantor
19. Helen Colijn
20. Violette Cornelius
21. Helga Deen
22. Ans van Dijk
23. Esmée van Eeghen
24. Annetje Fels-Kupferschmidt
25. Margaretha Ferguson
26. Anne Frank
27. Jos Gemmeke
28. Miep Gies
29. Titia und Dora Gorter
30. Siet Gravendaal-Tammens
31. Annick van Hardeveld
32. Derkje Hazewinkel-Suringa
33. Etty Hillesum
34. Dien Hoetink
35. Thea Hoogensteijn
36. Kate ter Horst
37. Rose Jakobs
38. Elisabeth Keers-Laseur
39. Elisabeth Keesing
40. Anda Kerkhoven
41. Tine van Klooster
42. Cornelia Kossen
43. Lien Kuijper
44. Helena Kuipers-Rietberg
45. Fietje Kwaak
46. Renata Laqueur
47. Hester van Lennep
48. Trui van Lier
49. Truus van Lier
50. Rie Lips-Odinot
51. Lau Mazirel
52. Josepha Mendels
53. Selma Meyer
54. Gezina van der Molen
55. Louise de Montel
56. Tiny Mulder
57. Julia op ten Noort
58. Annie van Ommeren-Averink
59. Miep Oranje
60. Loes van Overeem
61. Jetty Paerl
62. Ru Paré
63. Henriëtte Pimentel
64. Ellen van der Ploeg
65. Reina Prinsen Geerligs
66. Coba Pulskens
67. Mink van Rijsdijk
68. Jannie Raak
69. Ada van Randwijk-Henstra
70. Florentine Rost van Tonningen
71. Sophie Elisabeth Saueressig
72. Hannie Schaft
73. Atie Siegenbeek van Heukelom
74. Edith Stein
75. Settela Steinbach
76. Julie van der Steur
77. Tina Strobos
78. Marie Anne Tellegen
79. Trix Terwindt
80. Eelkje Timmenga-Hiemstra
81. Gertrude van Tijn
82. Jacoba van Tongeren
83. Betty Trompetter
84. Bep Turksma
85. Adriana Valkenburg
86. Dora van Velden
87. Annie van Velzen
88. Theodora Versteegh
89. Atie Visser
90. Hanna van de Voort
91. Bep Voskuijl
92. Hetty Voûte
93. Gisèle van Waterschoot
94. Gabrielle Weidner
95. Tineke Wibaut-Guilonard
96. Tante Truus
97. Kitty und Joke de Wijze
98. Königin Wilhelmina
99. Lydia Winkel
100. Francien de Zeeuw
101. Klaartje de Zwarte-Walvisch

### Als jüdisch oder aus anderen Gründen verfolgte Frauen
- Clara Asscher-Pinkhof (1896–1984): niederländisch-israelische jüdische Pädagogin und Schriftstellerin, die 1943 in das Durchgangslager Westerbork und 1944 in das KZ Bergen-Belsen deportiert wurde. Als eine von 222 Gefangenen, die ein Einwanderungszertifikat für Palästina besaßen, wurde sie gegen deutsche Kriegsgefangene ausgetauscht.
- Else Berg (1877–1942): jüdische Malerin, ermordet im KZ Auschwitz-Birkenau.
- Jetty Cantor (1903–1992): jüdisch-niederländische Geigerin, Sängerin und Schauspielerin, die im Ghetto Theresienstadt im Häftlingsorchester spielte und im KZ Auschwitz-Birkenau Violinistin im Frauenorchester des Lagers wurde und so den Holocaust überlebte.

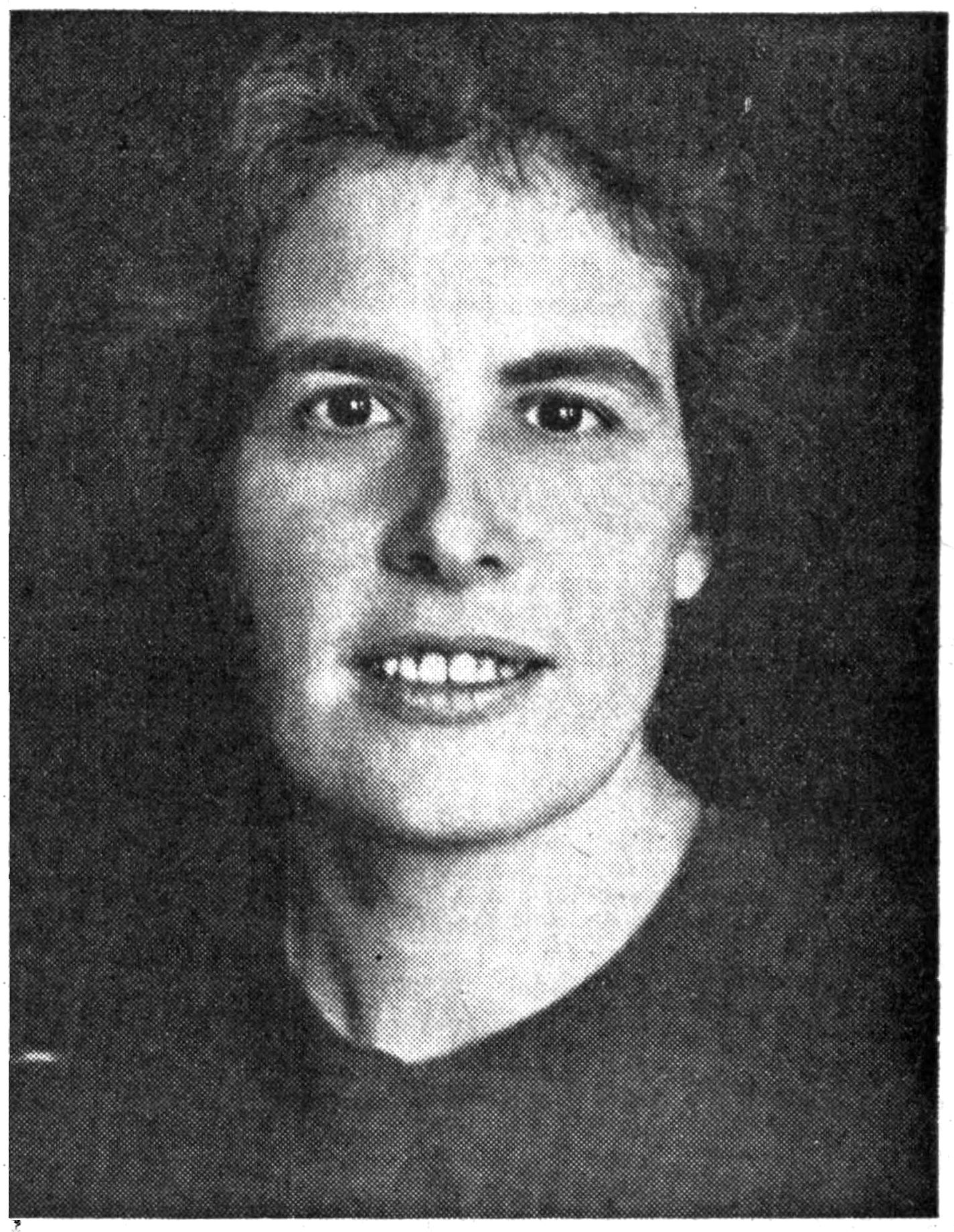
Clara Asscher-Pinkhof
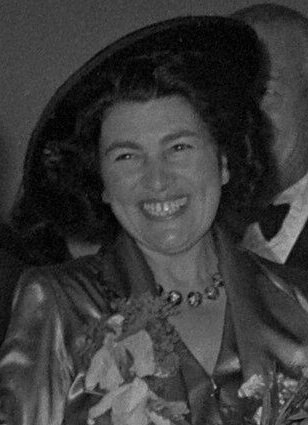
Jetty Cantor
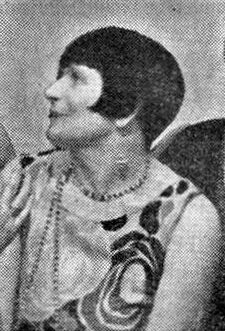
Else Berg

- Josepha Mendels (1902–1995): niederländische Schriftstellerin, Journalistin und später Schauspielerin, die nach Beginn der anti-jüdischen Razzien in Paris nach London floh. Dort war sie beim Abhördienst des niederländischen Exil-Nachrichtendienstes (Rijksvoorlichtingsdienst) tätig. 1945 kehrte sie nach Paris zurück und arbeitete für den Nachrichtendienst der niederländischen Botschaft.
- Louise de Montel (1926–1993): Sängerin, die als „Halbjüdin“ zunächst im KZ Herzogenbusch war und das Bunkerdrama von Vught überlebte. Zum Kriegsende wurde sie aus dem KZ Ravensbrück befreit.
- Edith Stein (1891–1942): deutsche Philosophin, Lehrerin und Frauenrechtlerin jüdischer Herkunft. 1922 ließ sie sich taufen und trat 1933 trat in den Orden der Unbeschuhten Karmelitinnen ein. Mit den Massendeportationen von Juden aus den Niederlanden 1942 kam sie in das KZ Auschwitz-Birkenau, wo sie ermordet wurde.
- Settela Steinbach: (1934–1944): niederländische Sintiza, die als Kind mit ihrer Familie in das Vernichtungslager Auschwitz deportiert und dort ermordet wurde. Ihr Foto vom Transport nach Auschwitz galt zunächst fälschlich als ein Symbol der Verfolgung der niederländischen Juden. Erst 1994 fand der Journalist Aad Wagenaar heraus, dass sie den niederländischen Sinti angehörte.

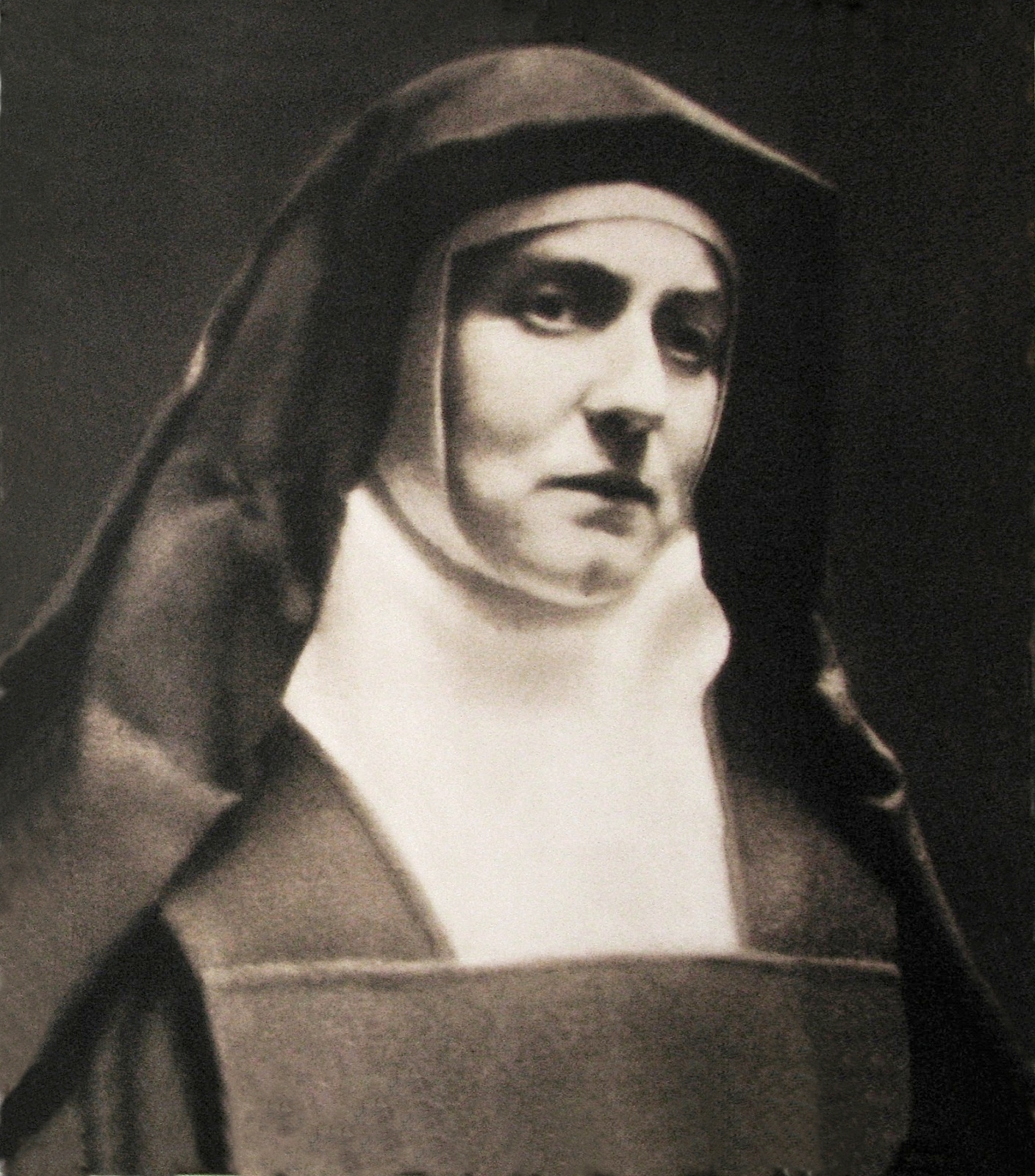
Edith Stein
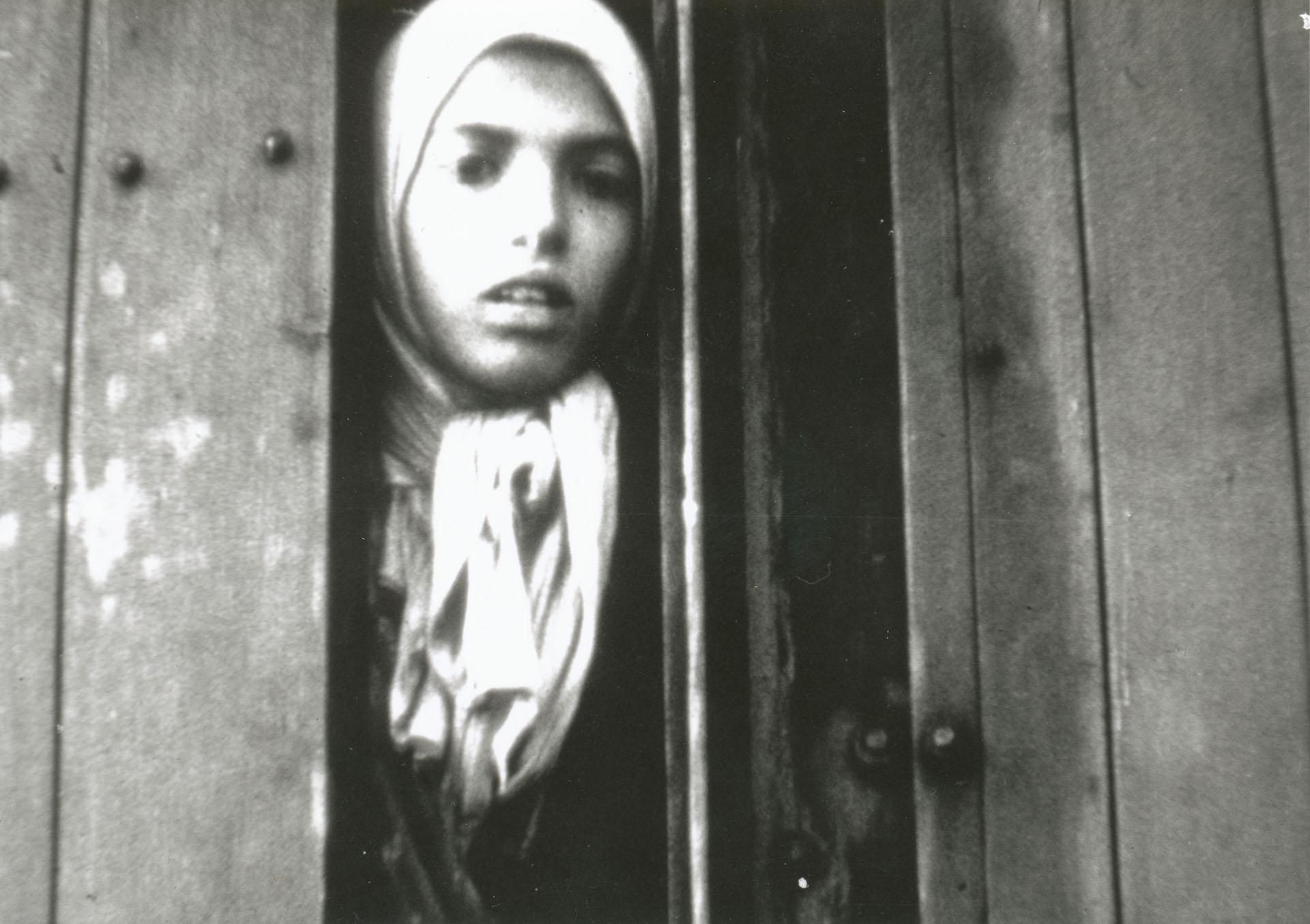
Settela Steinbach
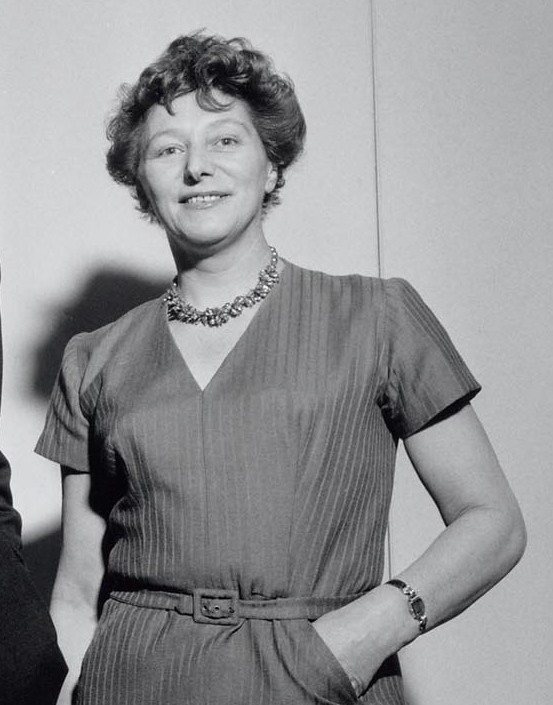
Josepha Mendels

### Weitere verfolgte Jüdinnen, deren schriftliche Aufzeichnungen erhalten blieben
- Helga Deen (1925–1943): deutsch-niederländische Jüdin, die im Vernichtungslager Sobibor ermordet wurde. Ihre aus dem Lager geschmuggelten Aufzeichnungen aus dem KZ Herzogenbusch erschienen 2007 unter dem Titel Wenn mein Wille stirbt, sterbe ich auch. Tagebuch und Briefe.
- Anne Frank (1929–1945): deutsche Jüdin, die 1934 mit ihrer Familie in die Niederlande floh und kurz vor dem Kriegsende im KZ Bergen-Belsen ermordet wurde. Versteckt in einem Hinterhaus hielt sie ihre Erlebnisse und Gedanken von Juli 1942 bis August 1944 in einem Tagebuch fest, das nach dem Krieg als Tagebuch der Anne Frank von ihrem Vater Otto Frank veröffentlicht wurde.
- Etty Hillesum (1914–1943): Intellektuelle, die im KZ Auschwitz-Birkenau starb. Sie hinterließ ein Tagebuch und Briefe aus der Zeit von 1941 bis 1943. Eine erste Auswahl aus dem Tagebuch wurde 1981 unter dem Titel Het verstoorde Leven veröffentlicht. Eine Gesamtausgabe ihrer Schriften erschien 1986 als Het Werk, die deutschsprachige Übersetzung davon 2023. Die Originale der Tagebücher befinden sich im Joods Museum in Amsterdam.
- Klaartje de Zwarte-Walvisch (1911–1943): Mantelnäherin, die in der Zeit ihrer Gefangenschaft in der Hollandsche Schouwburg, im KZ Herzogenbusch und im Durchgangslager Westerbork Tagebuch führte. Sie wurde im Vernichtungslager Sobibor umgebracht. Ihr Tagebuch befindet sich im Amsterdamer Joods Museum und wurde 2009 unter dem Titel Alles ging aan flarden. Het oorlogsdagboek van Klaartje de Zwarte-Walvisch veröffentlicht.
- Rose Jakobs (1925–1944): deutsche Jüdin, die 1938 mit ihrer Familie in die Niederlande floh und im August 1942 untertauchte. Am 2. Oktober 1944 wurde sie von einer Splitterbombe tödlich getroffen. Während ihrer Zeit in verschiedenen Verstecken hatte sie zwischen 1942 und 1944 ein Tagebuch geführt, das 1999 unter dem Titel De roos die nooit bloeide. Dagboek van een onderduikster, 1942–1944 veröffentlicht wurde.
- Renata Laqueur (1919–2011): Sprach- und Literaturwissenschaftlerin, die mehrfach als Jüdin in verschiedene KZs deportiert wurde und heimlich Tagebuch schrieb. 1945 kam sie frei. Das Tagebuch Dagboek uit Bergen-Belsen: maart 1944–april 1945 erschien 1965. Sie trug dreizehn weitere Tagebücher von KZ-Insassen zusammen und schrieb 1969 bis 1971 in den USA ihre Doktorarbeit Writing in Defiance: Concentration Camp Diaries in Dutch, French and German, 1940–1945 darüber.
- Kitty de Wijze (1920–1942) und Joke de Wijze (1922–1942): Schwestern, die im KZ Auschwitz ermordet wurden. Von ihnen sind Postkarten erhalten geblieben.

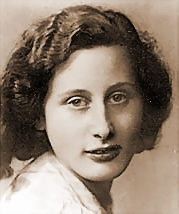
Helga Deen
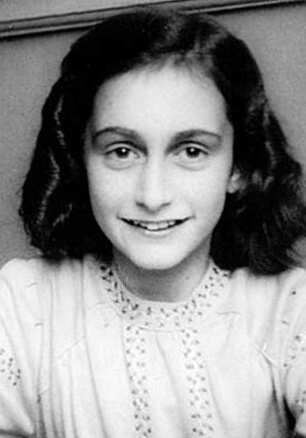
Anne Frank
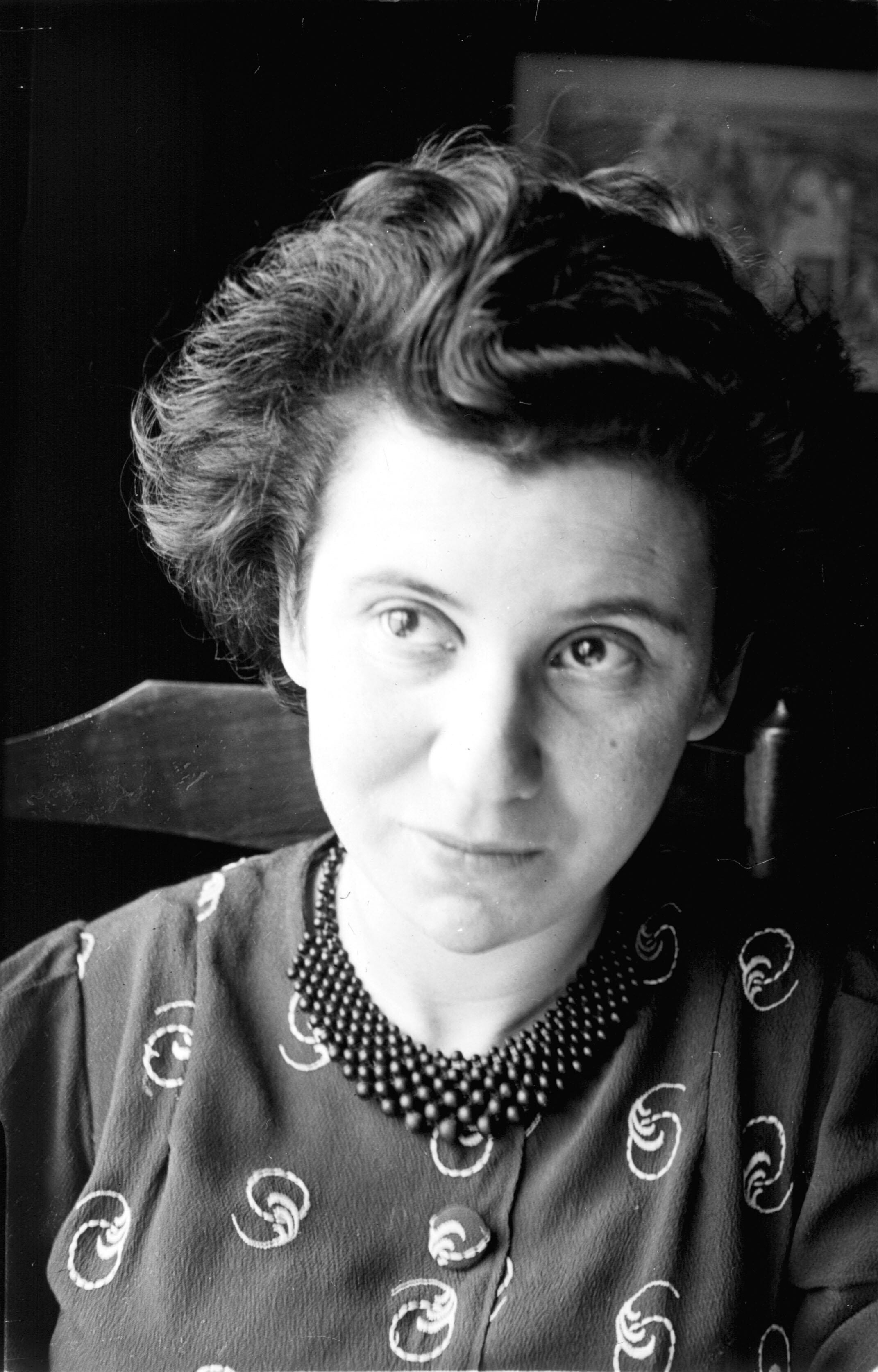
Etty Hillesum
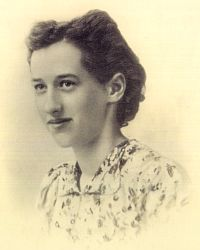
Rose Jakobs

### Frauen in Niederländisch-Ostindien und japanischen Gefangenenlagern

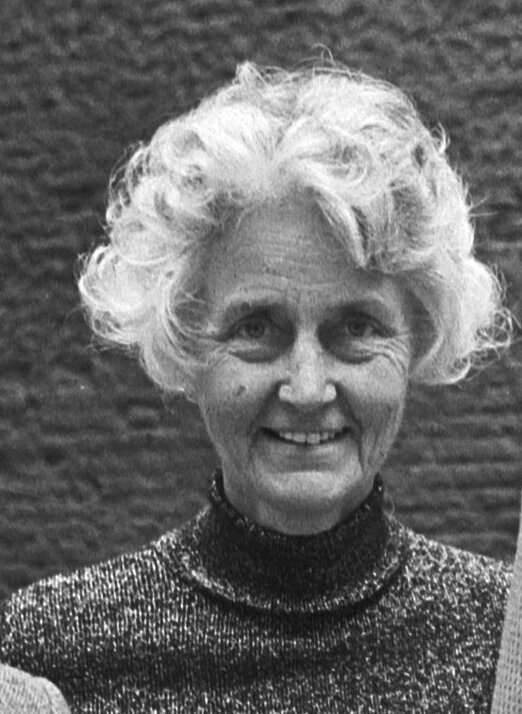
Helen Colijn
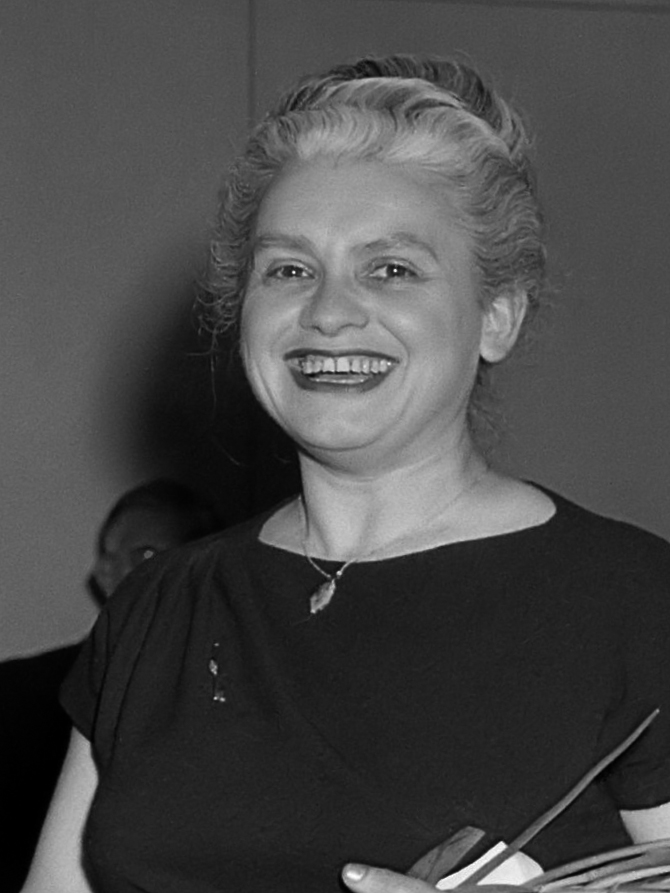
Elisabeth Keesing

- Costavina Aya Ayal (1926–2015): Widerstandskämpferin in Neuguinea während der japanischen Invasion Südostasiens und Mitglied der einzigen Guerillagruppe in Niederländisch-Ostindien.
- Helen Colijn (1920–2006): war von 1942 bis 1945 in japanischen Lagern auf Sumatra interniert und machte die dort entstandene Musik weltweit bekannt.
- Margaretha Ferguson (1920–1992): Schriftstellerin, Journalistin und Übersetzerin. Während der japanischen Besatzung landete sie in verschiedenen japanischen Lagern. Zunächst 1942 in Tjideng, wo 1943 ihre Tochter geboren wurde. 1944 wurden sie und ihre Tochter ins Camp Tangerang und 1945 ins Camp Adek verlegt.
- Elisabeth Keesing (1911–2003): niederländische Schriftstellerin jüdischer Abstammung. Nach 1938 ging sie nach Niederländisch-Ostindien und wurde während des Zweiten Weltkriegs in einem japanischen Lager interniert.
- Ellen van der Ploeg (1923–2013): wurde mit ihrer Familie in einem japanischen Lager interniert und für drei Monate in einem Bordell für japanische Soldaten als „Trostfrau“ zur Zwangsprostitution gezwungen. Erst 1946 kam sie mit ihrer Familie frei und lebte in Den Haag. 1995 schrieb sie zusammen mit dem Journalisten Jos Goos das Buch Gevoelloos op bevel über ihre Kriegserlebnisse.
- Sophie Elisabeth Saueressig (1906–1945): ausgebildete Tänzerin, die mit ihren drei Kindern im japanischen Frauenlager Tjideng auf Java interniert war, wo sie im Juni 1945 an Ruhr starb.
- Julie van der Steur (1920–2001): Sängerin, die Kurierdienste für den Widerstand in Niederländisch-Indien übernahm und im April 1943 von der japanischen Militärpolizei festgenommen, verhört, misshandelt und bedroht wurde und gezwungen wurde für die Geheimdiensteinheit der japanischen Militärpolizei zu arbeiten. Nach der Befreiung gelangte sie 1946 nach Rotterdam.
- Dora van Velden (1909–1997): Lehrerin, Historikerin und Kuratorin, die im Oktober 1942 erst im Lager Kramat, dann in Tjideng interniert wurde. Nach dem Krieg schrieb sie ein Standardwerk über die Internierungslager in Niederländisch-Ostindien.

### Jüdische Widerstandskämpferinnen
- Frieda Belinfante (1904–1995): Cellistin und Dirigentin, die sich ab 1941 in der Widerstandsgruppe „Groep 2000“ engagierte und an der Fälschung von Personalausweisen und der Unterstützung von Untergetauchten beteiligte. 1943 tauchte sie unter und gelangte in die Schweiz.
- Rosa Boekdrukker (1908–1982): Kindergärtnerin, die Mitglied der Communistische Partij van Nederland (CPN) war und sich am kommunistischen Widerstand beteiligte. Am 9. April 1941 wurde sie verhaftet und kam mit Kriegsende frei.
- Annetje Fels-Kupferschmidt (1914–2001): Widerstandskämpferin, die sich in der zionistischen und antifaschistischen Bewegung engagierte. Sie wurde verhaftet und nach mehreren Lagern im KZ Neustadt-Glewe befreit. Nach dem Krieg war sie eine der Gründerinnen des „Nederlands Auschwitz Comité“ (niederländisches Auschwitz-Komitee) und im Vorstand des internationalen Auschwitz-Komitees.
- Lien Kuijper (1923–1943): Widerstandskämpferin, die sich bei Johannes Post in Drenthe versteckte und Kurierdienste übernahm. Sie wurde gefasst und im KZ Auschwitz ermordet.
- Trui van Lier (1914–2002): Widerstandskämpferin während des Zweiten Weltkriegs, die 150 jüdische Kinder rettete, bevor sie selber untertauchen musste.
- Truus van Lier (1921–1943): Widerstandskämpferin, die 1943 den Utrechter Polizeichef und führenden Nationalsozialisten Gerardus Johannes Kerlen erschoss. Sie wurde verraten, in das KZ Sachsenhausen verschleppt und durch ein Erschießungskommando hingerichtet.

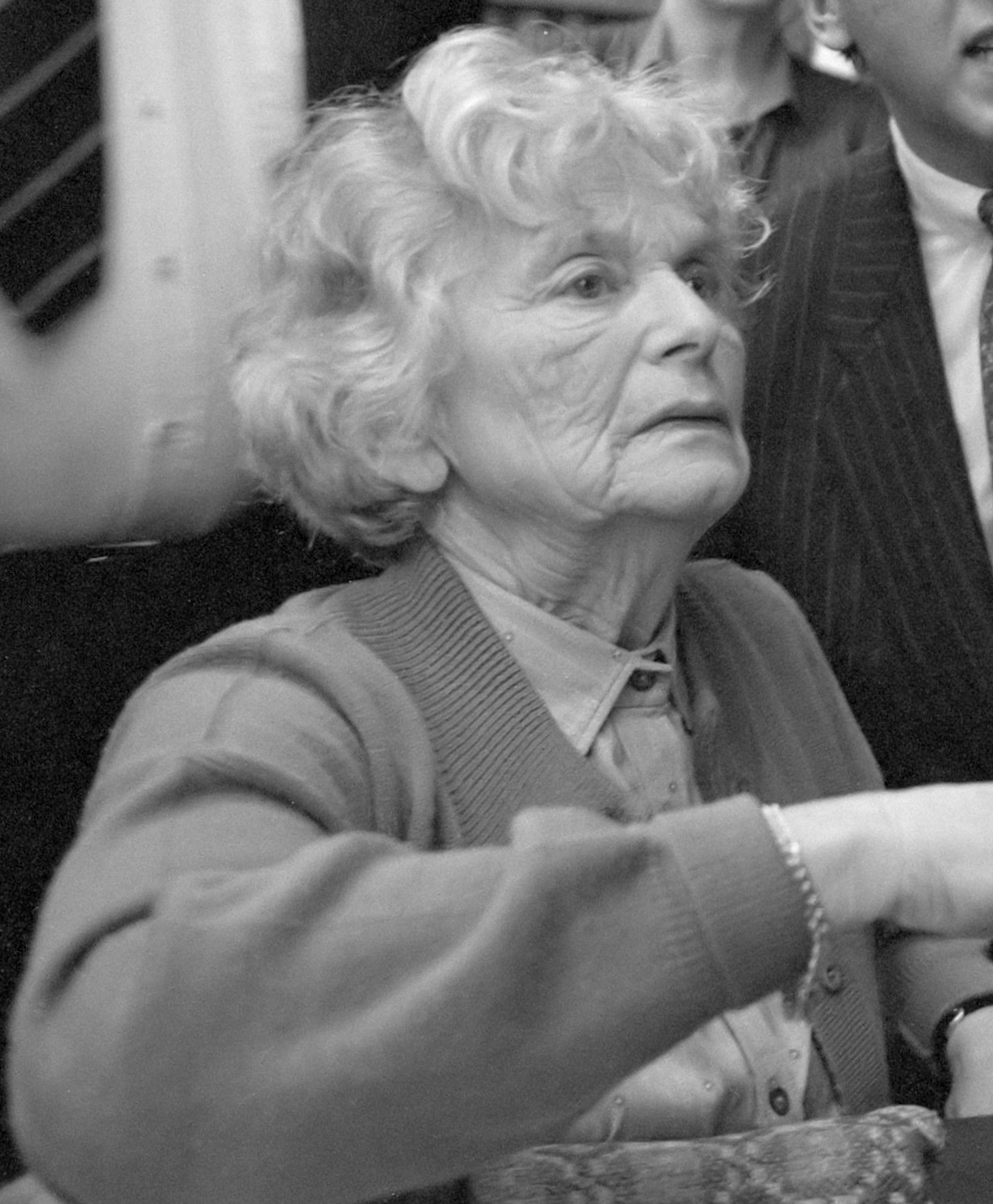
Annetje Fels-Kupferschmidt
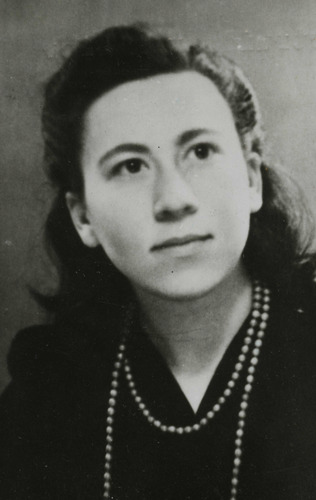
Truus van Lier
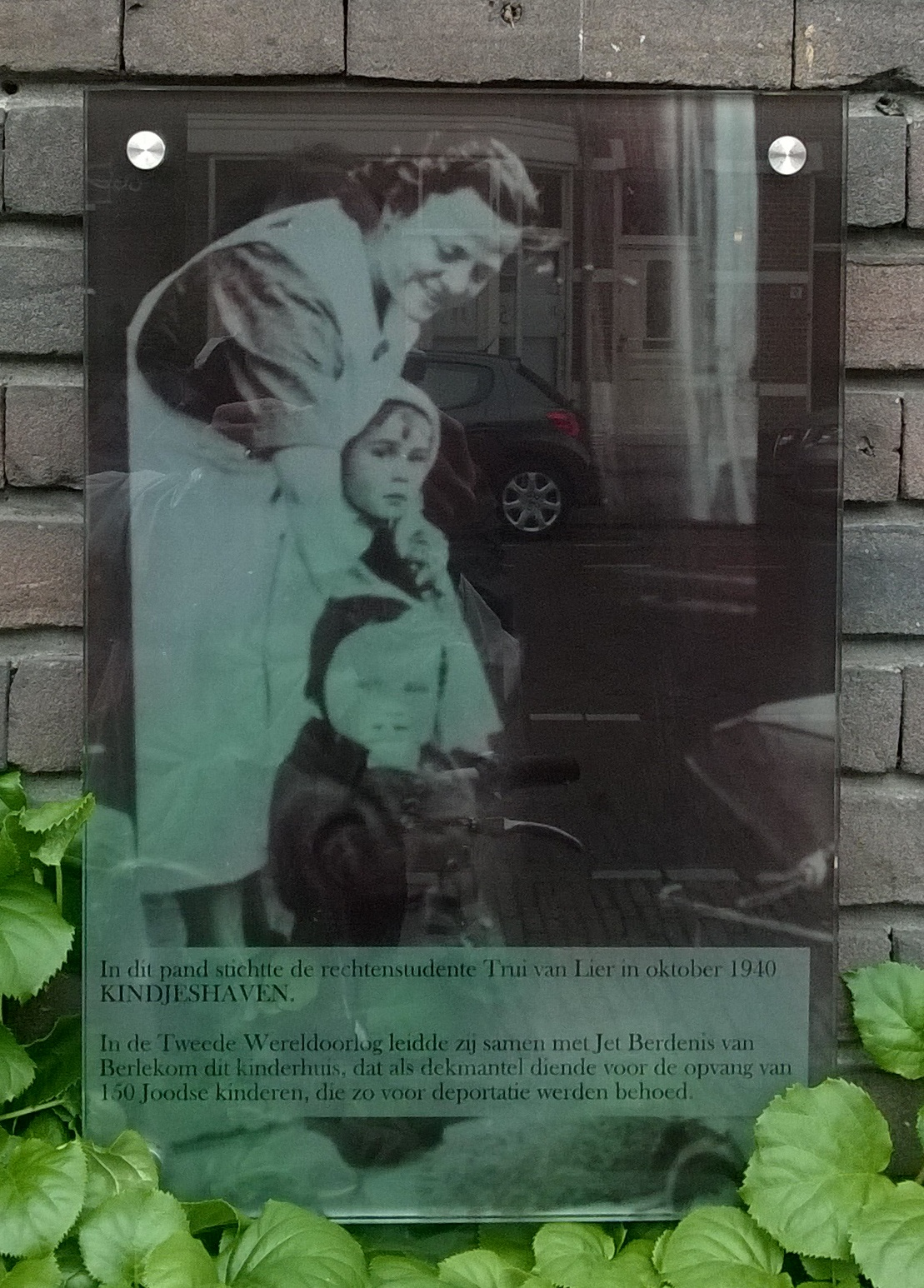
Trui van Lier
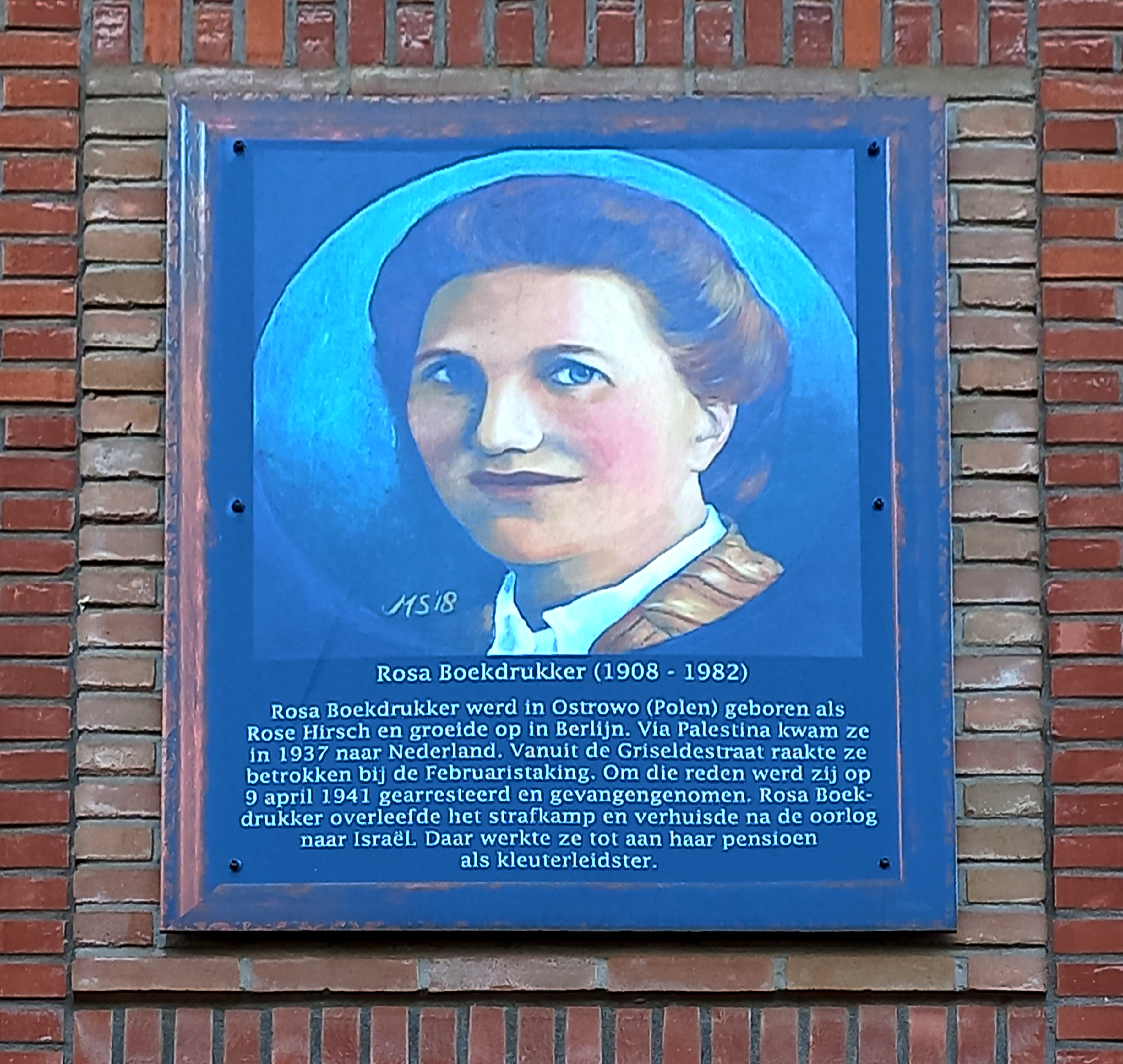
Rosa Boekdrukker
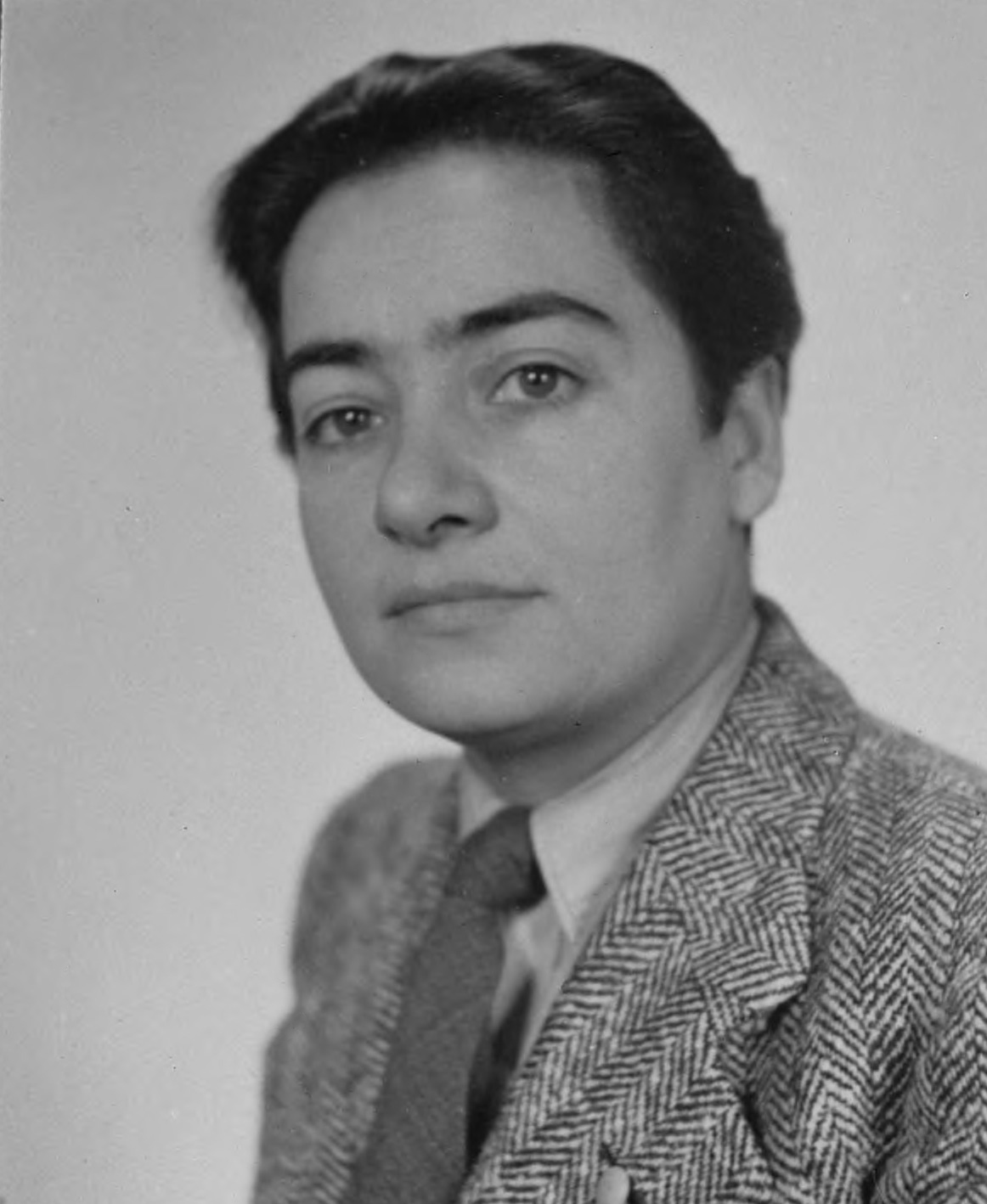
Frieda Belinfante

- Selma Meyer (1890–1941): Widerstandskämpferin, Feministin und Pazifistin, die verhaftet und im Polizeigefängnis Moabit verhört wurde. Laut Aussage einer Mitgefangenen starb sie an den Folgen von Misshandlungen durch die Gestapo.
- Jetty Paerl (1921–2013): floh 1940 mit ihrer Familie nach London und sang ab März 1941 in der wöchentlichen Kabarettsendung De Watergeus von Radio Oranje, dem Radioprogramm der niederländischen Exilregierung.
- Henriëtte Pimentel (1876–1943): Widerstandskämpferin, die die Krippe für jüdische Kinder gegenüber der Hollandsche Schouwburg in Amsterdam leitete und gemeinsam mit anderen Widerständlern rund 600 Kindern das Leben rettete. Sie wurde nach Auschwitz deportiert und ermordet.
- Gertrude van Tijn (1891–1974): als Leiterin der Auswanderungsabteilung des Joodse Raad half sie Juden bei der Flucht in neutrale Länder. Im September 1943 wurde sie deportiert und gelangte im Juli 1944 aus dem KZ Bergen-Belsen im Rahmen eines Gefangenenaustauschs nach Palästina.
- Betty Trompetter (1917–2003): untergetauchte Widerstandskämpferin, die sich zusammen mit Johannes Post in der Landelijke Organisatie voor Hulp aan Onderduikers (LO) („Nationale Organisation zur Hilfe für Untergetauchte“), bei der Widerstandszeitschrift Trouw und dem landesweit organisierten bewaffneten Widerstand Landelijke Knokploegen (LKP) engagierte. Nach ihrer Verhaftung und Deportation wurde sie bei Kriegsende aus dem KZ-Außenlager München der Agfa Kamerawerke, einer Außenstelle des KZ Dachau, befreit.
- Bep Turksma (1917–1987): engagierte sich im Delfter Studentenwiderstand und wurde im September 1942 verhaftet. Nach ihrer Flucht aus dem Durchgangslager Westerbork tauchte sie unter und konnte nach Frankreich flüchten.

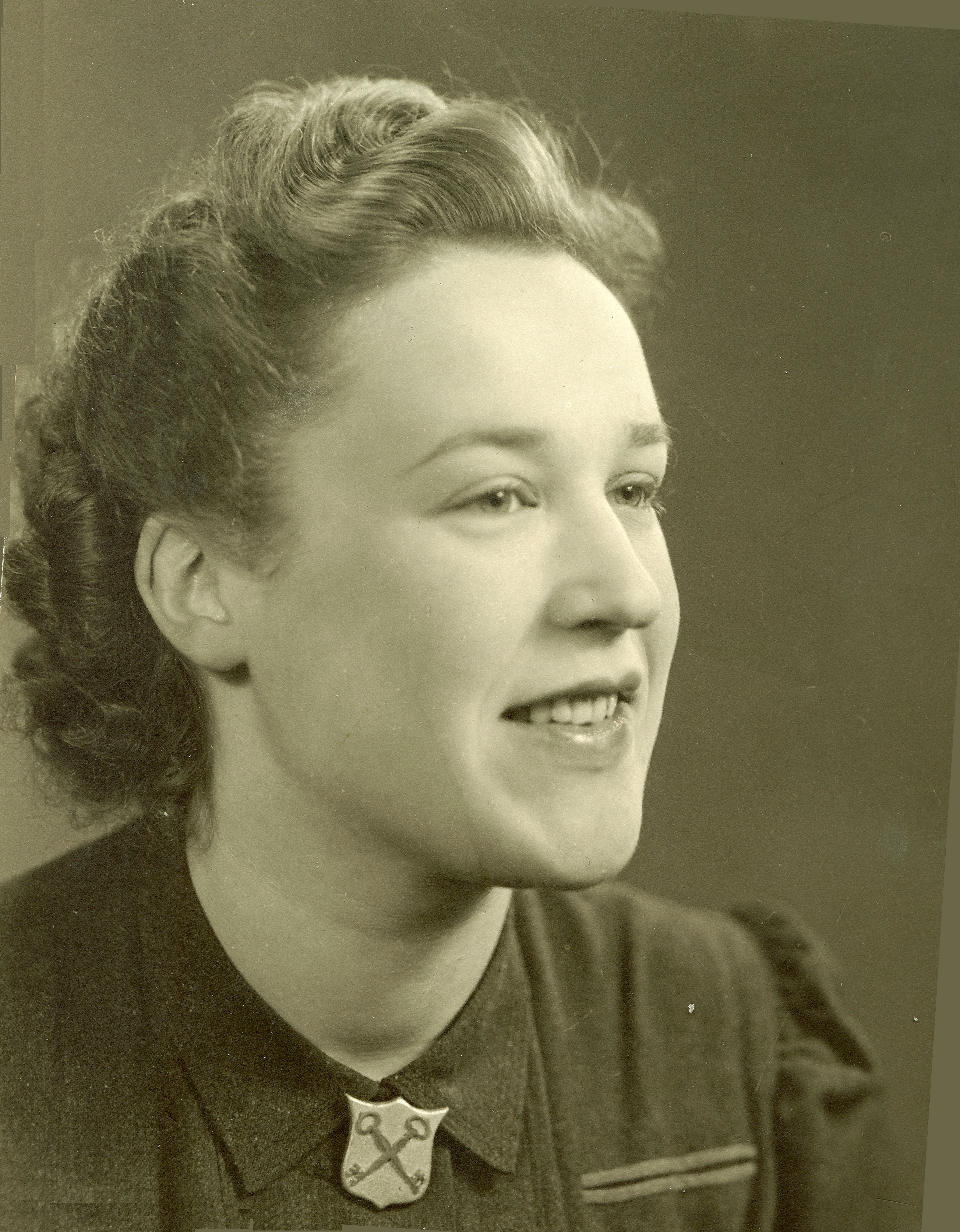
Betty Trompetter
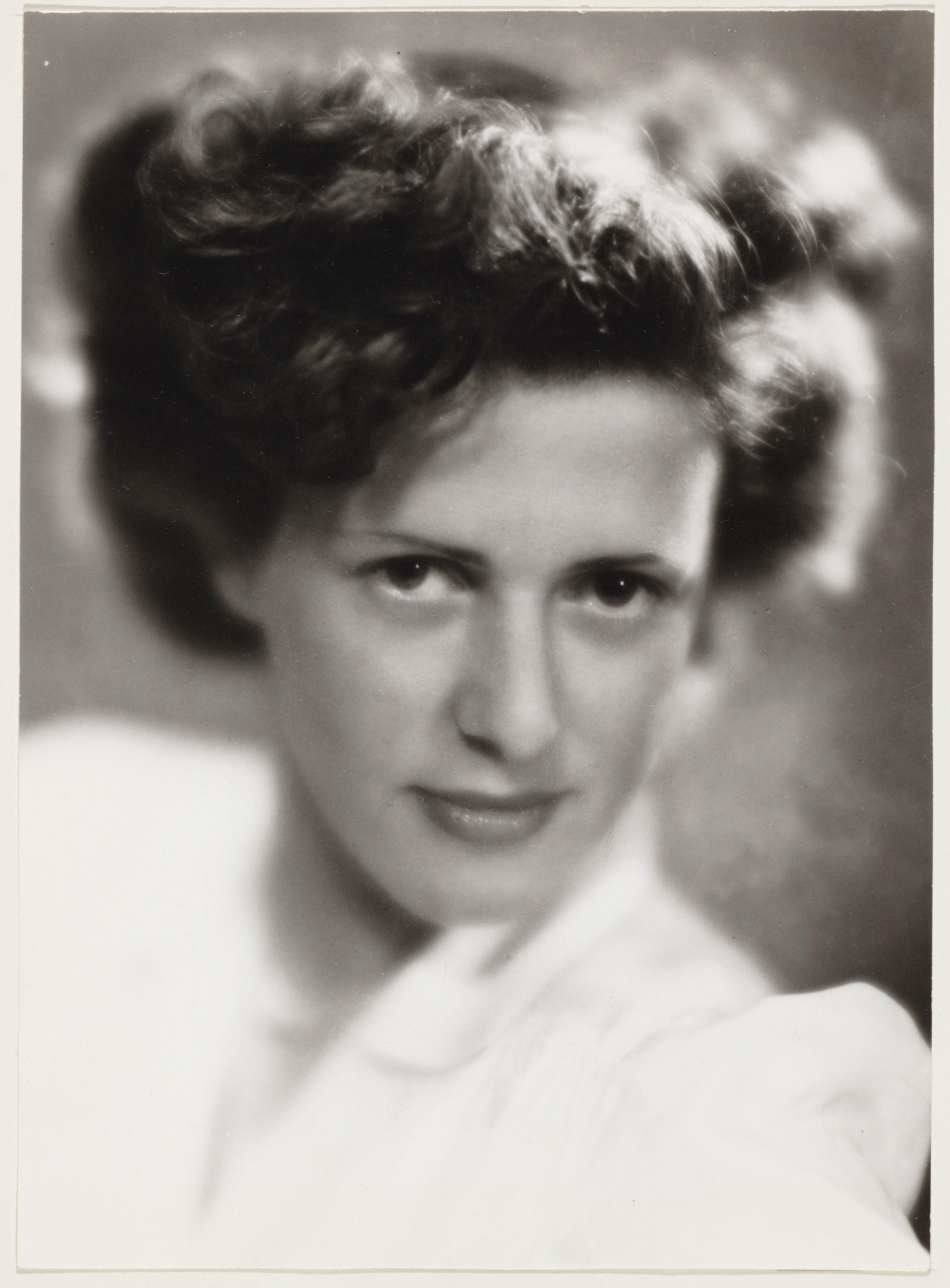
Jetty Paerl
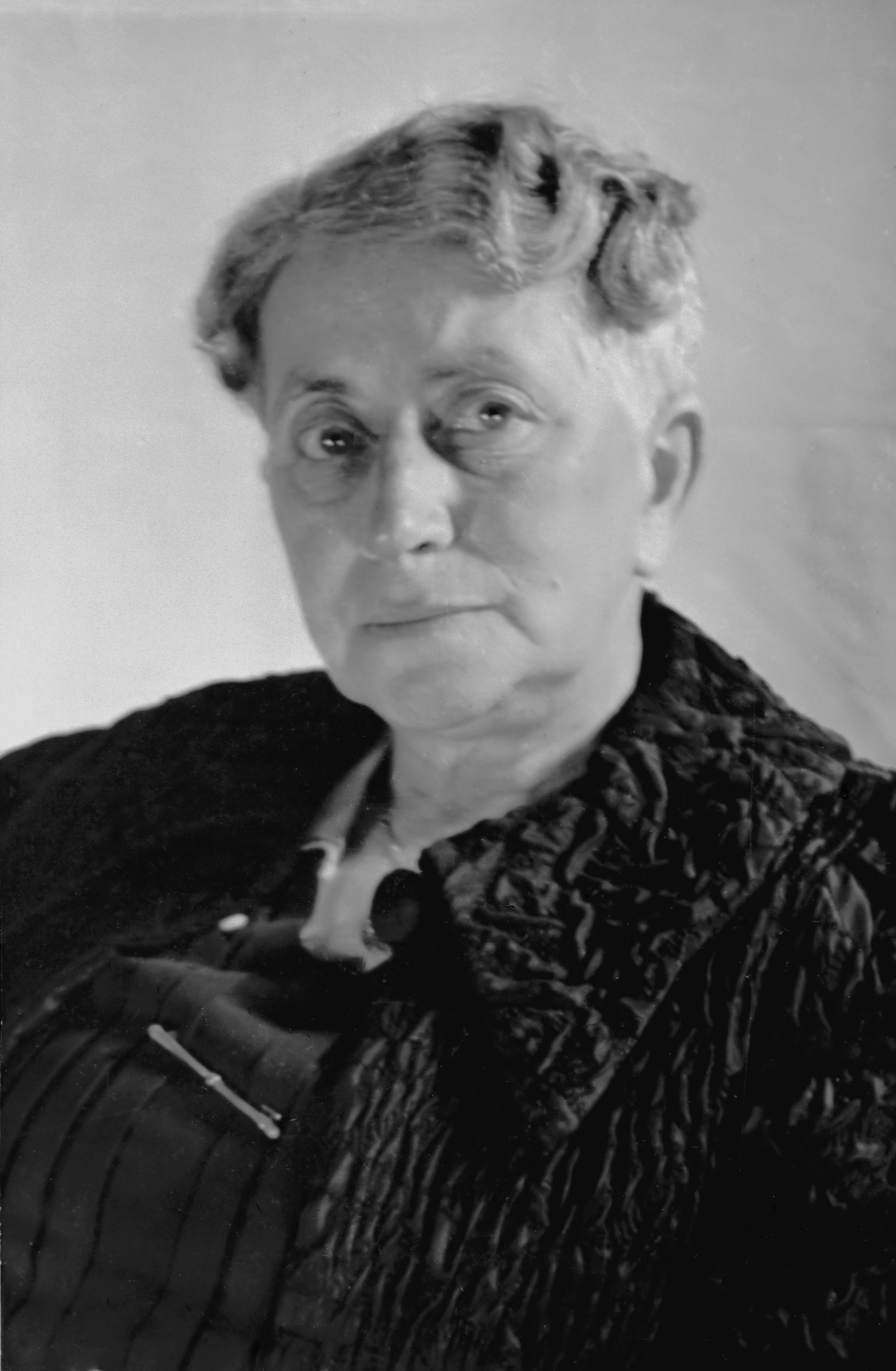
Henriëtte Pimentel
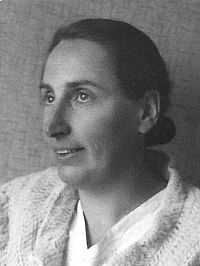
Selma Meyer

### Weitere Frauen im Widerstand gegen den Nationalsozialismus
- Nina Baumgarten (1918–2009): Widerstandskämpferin im Ordedienst und Englandfahrerin
- Cornelia Johanna van den Berg-van der Vlis (1892–1944): Widerstandskämpferin, die festgenommen und in Groningen im Scholtenhuis, dem Sitz der Sicherheitspolizei, verhört wurde. Sie wurde in der Nähe des Dorfes Vries bei Assen erschossen.
- Charlotte van Beuningen-Fentener van Vlissingen (1880–1976): half Häftlingen im Konzentrationslager, indem sie den Lagerkommandanten überredete, ihr die Auslieferung von Lebensmittelpaketen zu gestatten. Mit Helferinnen fertigte sie bis zu zwölfhundert Lebensmittelpakete pro Woche.
- Mies Boissevain-van Lennep (1896–1965): Feministin, die an der Organisation der Kindertransporte und der Rettung von Kindern aus der Hollandsche Schouwburg beteiligt war. Sie wurde verhaftet und 1945 aus dem KZ Ravensbrück befreit.
- Els Boon (1916–2004): Widerstandskämpferin, die untergetauchten jüdischen Menschen half, in sichere Länder zu gelangen. Sie hielt sich meist in Brüssel auf, einem Knotenpunkt der Fluchtroute, und arbeitete mit der „Fiat-Libertas“-Gruppe zusammen, die abgeschossenen alliierten Piloten bei der Flucht nach Spanien oder in die Schweiz half. Anfang 1944 wurde Els Boon in Brüssel verhaftet, konnte beim Transport in das KZ Herzogenbusch fliehen und tauchte unter.
- Corrie ten Boom (1892–1983): Religionslehrerin, die aus christlicher Überzeugung eine Untergrundorganisation zur Rettung verfolgter Juden gründete.
- Cornelia Bosch (1925–1945): Widerstandskämpferin, die kurz vor der Befreiung Deventers erschossen wurde.
- Elisabeth Brugsma (1887–1945): niederländische Psychiaterin und aktiv im Widerstand, gestorben im KZ Ravensbrück.
- Violette Cornelius (1919–1998): niederländische Fotografin und Widerstandskämpferin.

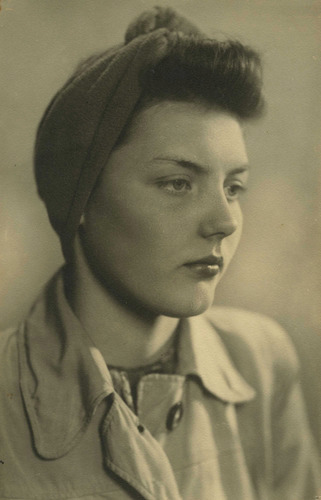
Cornelia Bosch
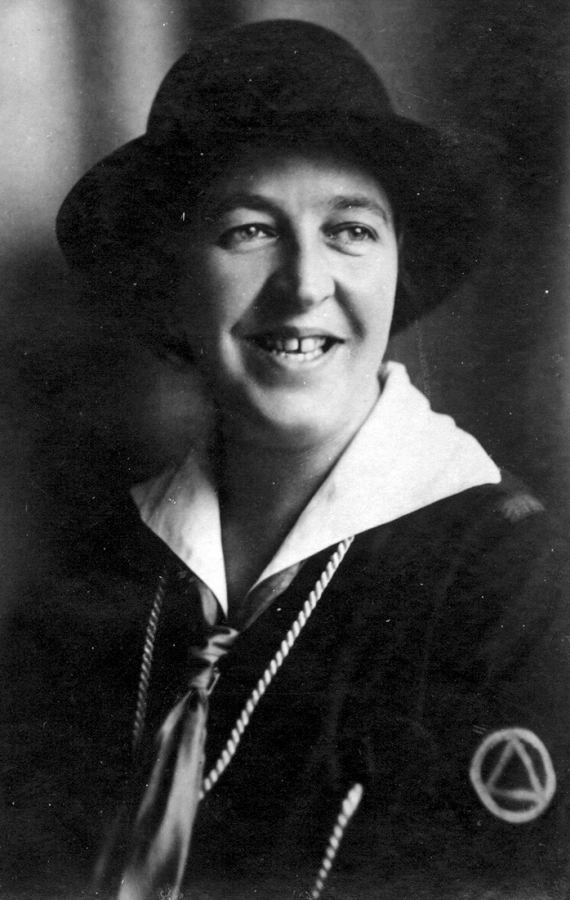
Corrie ten Boom
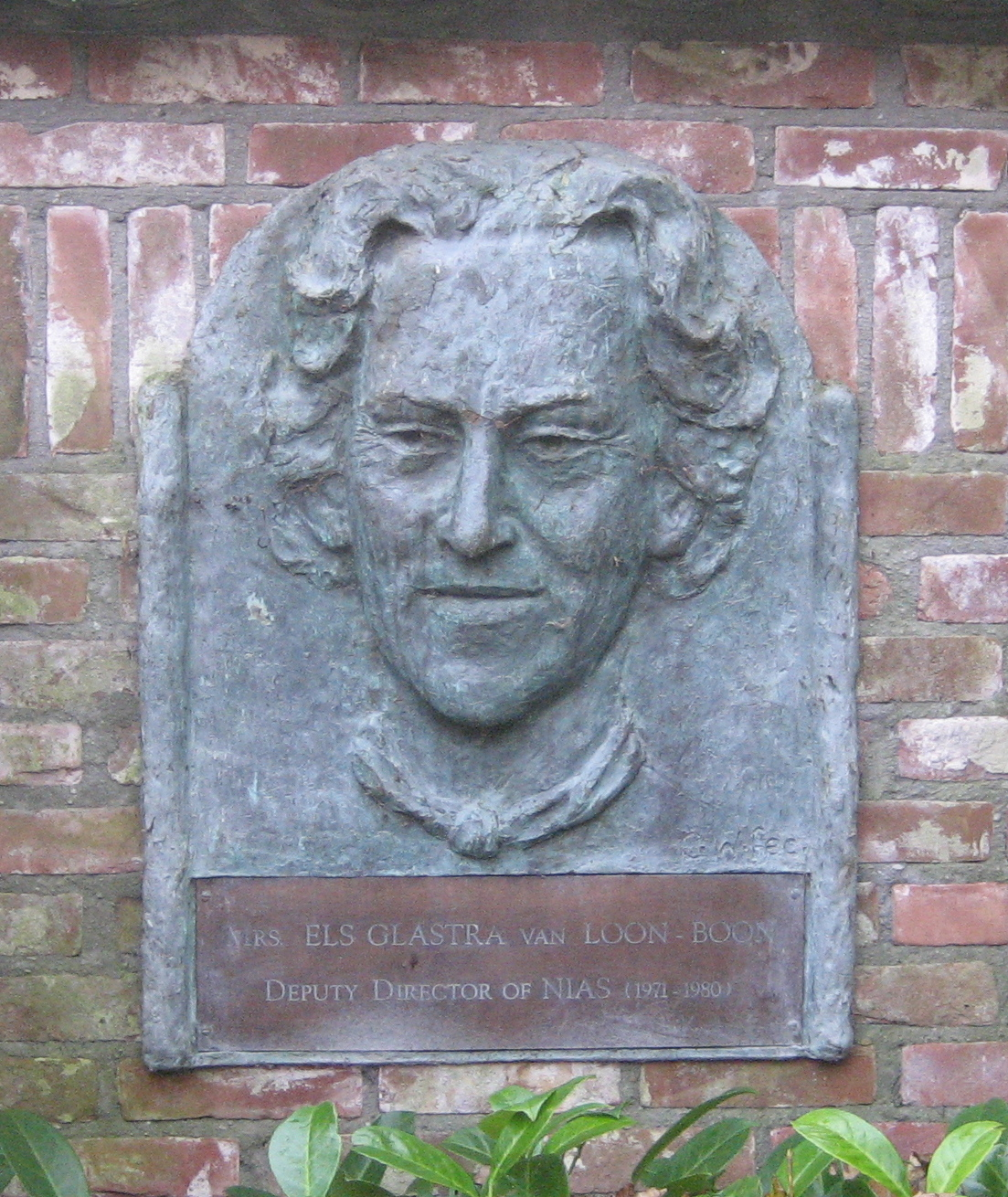
Els Boon
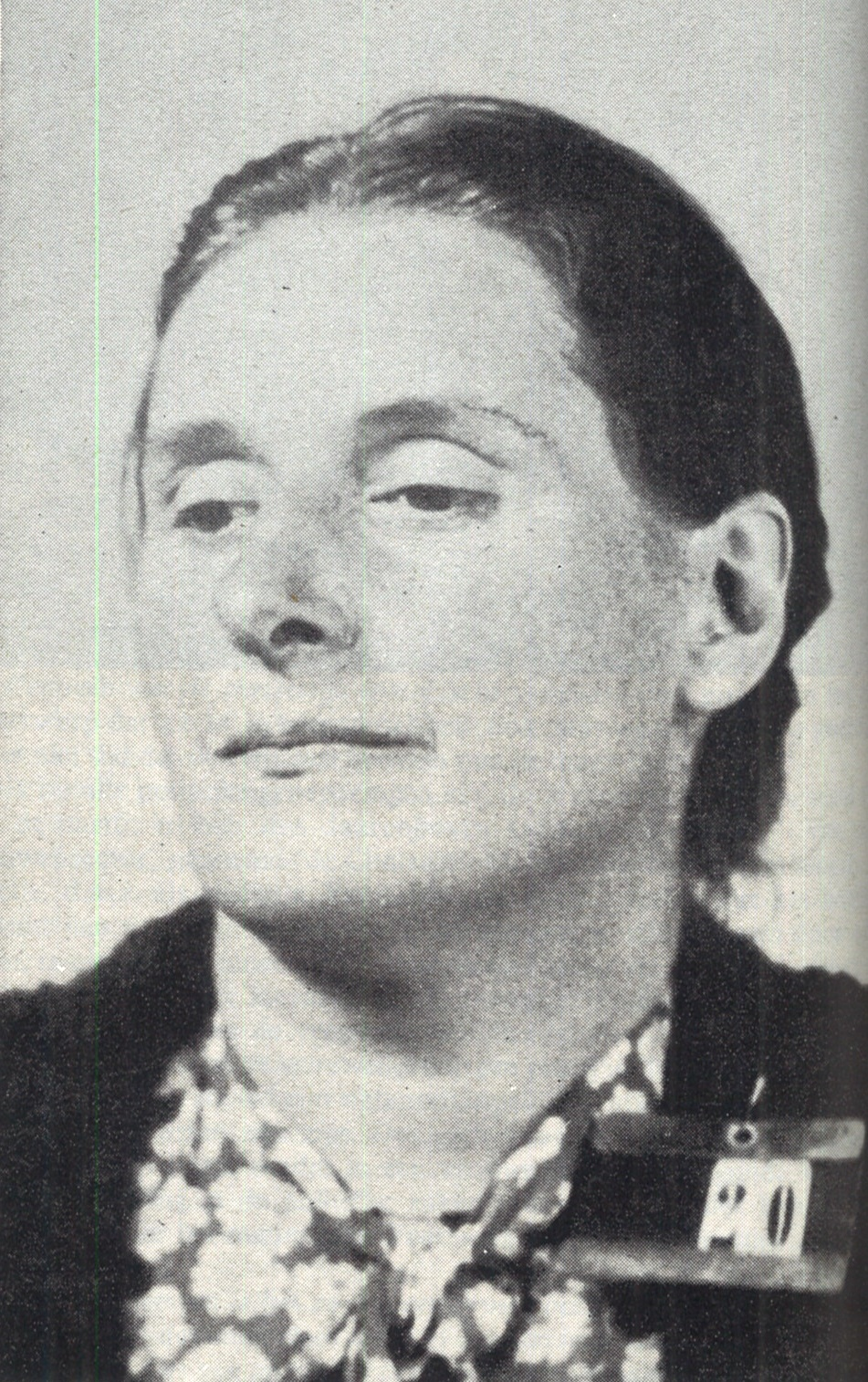
Mies Boissevain-van Lennep
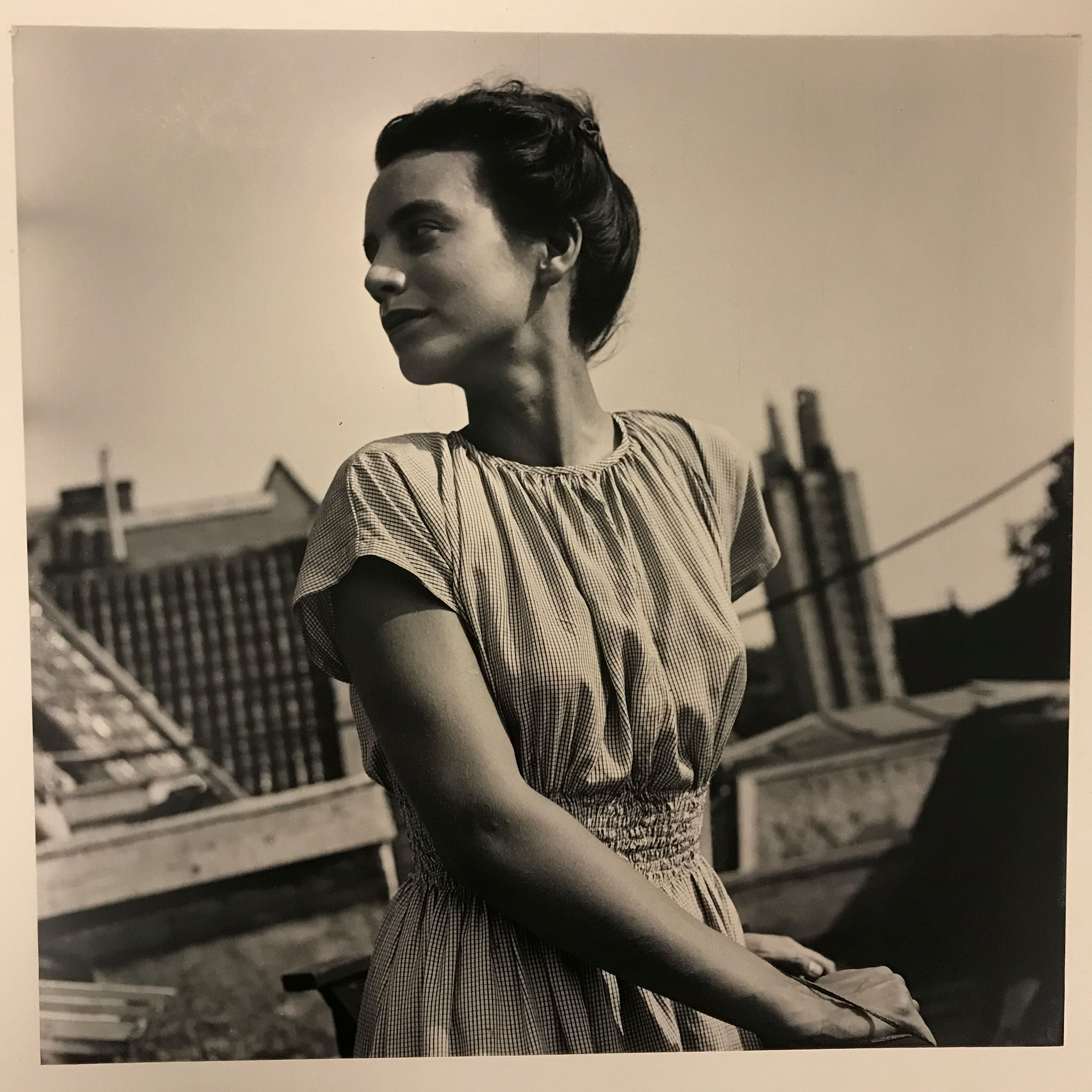
Violette Cornelius

- Esmée van Eeghen (1918–1944): Widerstandskämpferin, wurde im Scholtenhuis verhört und durch Ernst Knorr ermordet.
- Miep Gies (1909–2010): Widerstandskämpferin, die die untergetauchte Familie von Anne Frank im Amsterdamer Hinterhaus versorgte und dafür sorgte, dass Anne Franks Tagebuch erhalten blieb.
- Titia Gorter (1879–1945) und Dora Gorter (1888–1945): Schwestern, die Widerstandszeitungen schrieben und verteilten und sichere Unterkünfte für Verfolgte einrichteten. Sie waren aktiv im Widerstand um Peter Tazelaar. Sie wurden gefangen genommen und im KZ Ravensbrück ermordet.
- Annick van Hardeveld (1923–1945): die wahrscheinlich letzte Kurierin, die im Zweiten Weltkrieg während ihrer Tätigkeit für den Widerstand erschossen wurde.
- Siet Gravendaal-Tammens (1914–2014): Lehrerin an einer Schule für lernbehinderte Schüler, die als Leitungsmitglied der „Groninger Top“ eine wichtige Rolle im Groninger Widerstand spielte. Ihre Wohnung war Übergangsunterkunft für Untergetauchte, Lager für Lebensmittelkarten und Waffen.
- Thea Hoogensteijn (1918–1956): Sekretärin beim Sicherheitsdienst (SD) und Informantin des Widerstands, die so unzähligen Untergetauchten und jüdischen Menschen das Leben rettete. Schließlich musste sie selbst untertauchen.
- Kate ter Horst (1906–1992): Niederländerin, die aufgrund ihrer Betreuung britischer Verwundeter während der Schlacht um Arnheim als „Engel von Arnheim“ bekannt wurde.
- Anda Kerkhoven (1919–1945) Widerstandskämpferin, die vom Sicherheitsdienst festgenommen und im Scholtenhuis in Groningen gefoltert und schließlich von niederländischen Komplizen des deutschen Sicherheitsdienstes erschossen wurde.
- Tine van Klooster (1894–1945): Schriftstellerin und Verlegerin, die sich weigerte, Mitglied der Kultuurkamer zu werden, sich an Widerstandsaktivitäten beteiligte und dem Widerstandsführer Gerrit van der Veen Unterschlupf bot. Sie wurde verraten, deportiert und starb im Frauenkonzentrationslager Ravensbrück.
- Cornelia Kossen (bekannt als: Nel Hissink) (1897–1943): aktiv im Widerstand, arbeitete an der illegalen Zeitschrift De Vrije Kunstenaar, stellte gefälschte Ausweise her und war an der illegalen Organisation „CS-6“ beteiligt, die bewaffneten Widerstand leistete. Nachdem sie verraten wurde, wurde sie im KZ Sachsenhausen erschossen.
- Helena Kuipers-Rietberg (1893–1944): zentrale Figur des organisierten Widerstandes in den Niederlanden, der Landelijke Organisatie voor Hulp aan Onderduikers (LO).
- Fietje Kwaak (1901–1990): Geschäftsführerin, die half, das Vermögen der in jüdischem Besitz befindlichen Rotterdamer Firma Robema vor den Nazis außer Landes zu retten.
- Hester van Lennep (1916–2000): Widerstandskämpferin, die jüdische Kinder in Verstecken bei Freunden und Bekannten innerhalb und außerhalb der Stadt in Sicherheit brachte und Mitarbeiterin der illegalen Widerstandszeitung Trouw war.

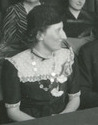
Hester van Lennep
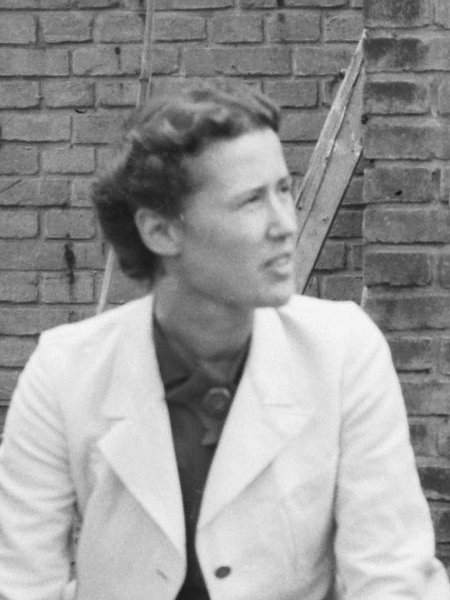
Kate ter Horst
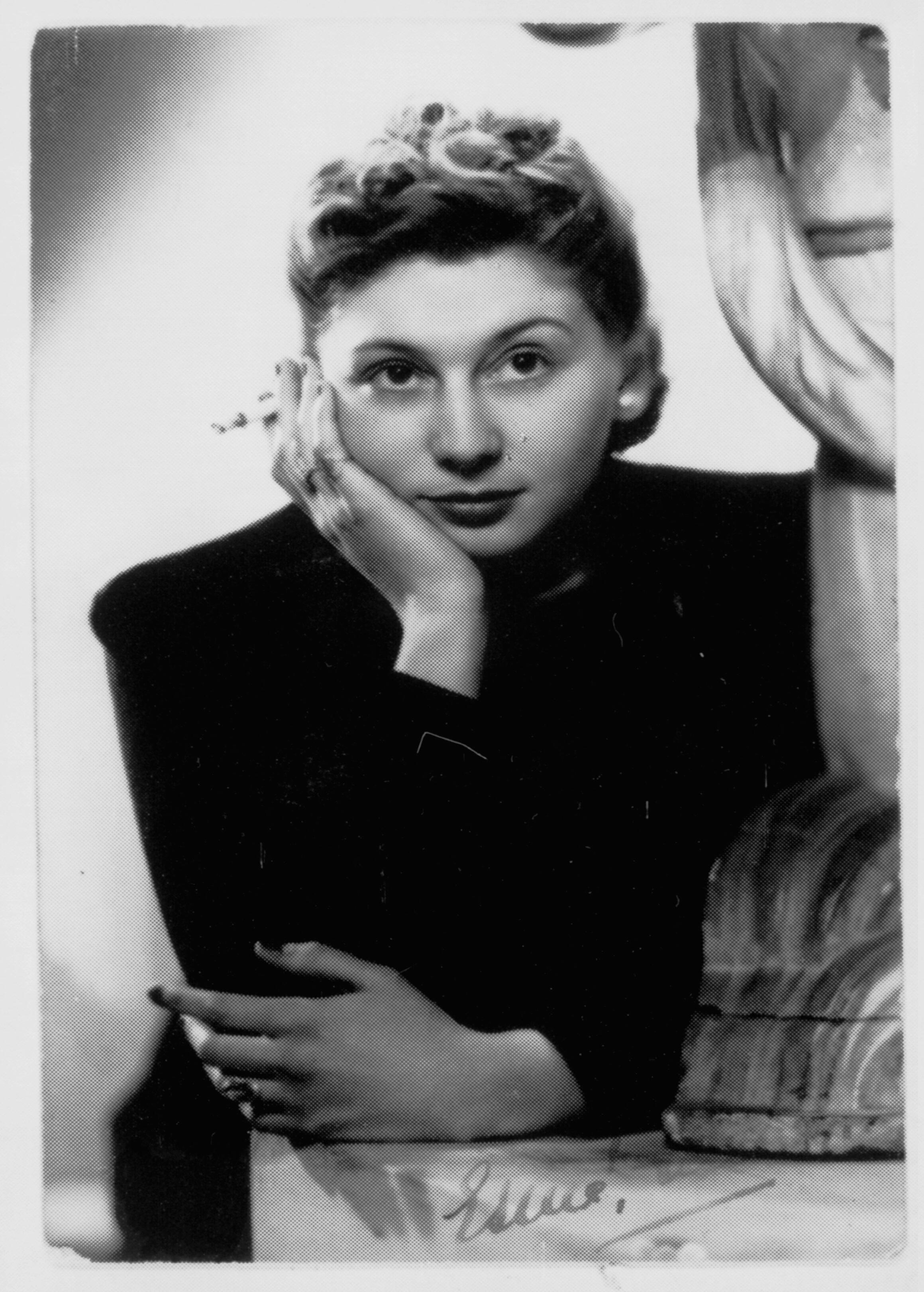
Esmée van Eeghen
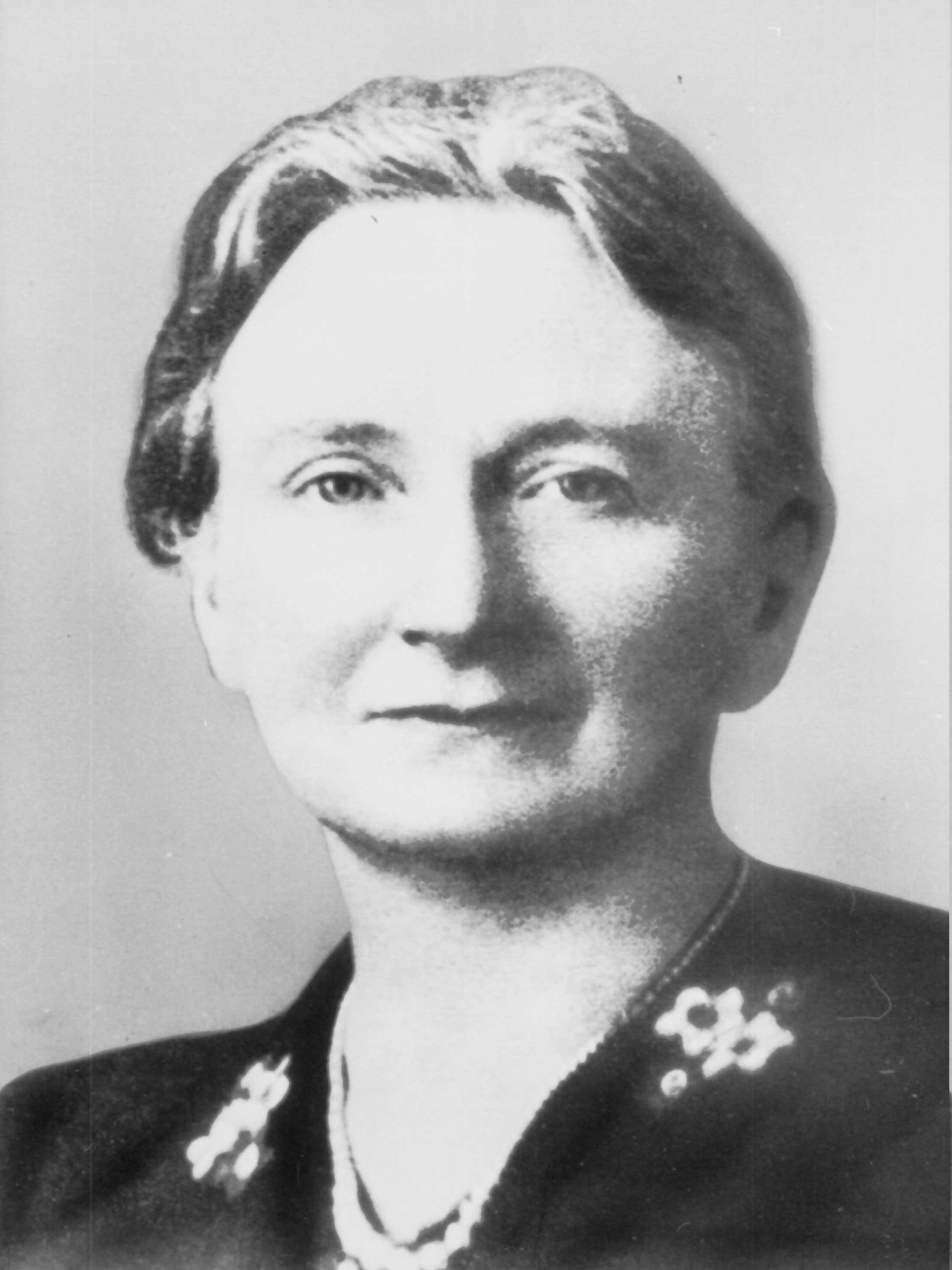
Helena Kuipers-Rietberg
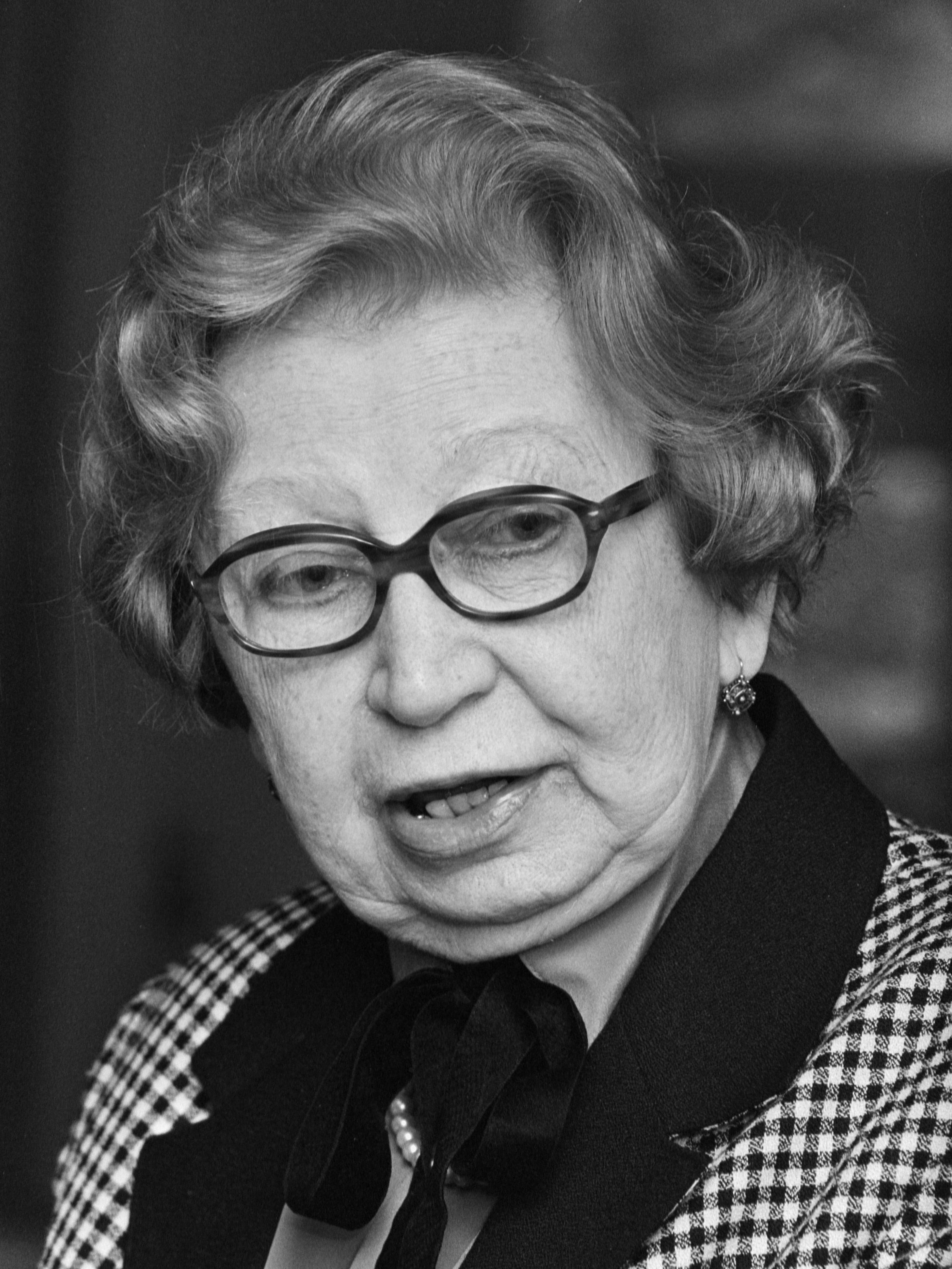
Miep Gies

- Rie Lips-Odinot (1908–1998): Widerstandskämpferin, die im Internierungslager Schoorl inhaftiert und 1945 aus dem KZ Ravensbrück befreit wurde.
- Laura Carola Mazirel (1907–1974): Juristin, Autorin, antiautoritäre Sozialistin und Mitglied der Widerstandsgruppe Vrije Groepen Amsterdam, die zu den Organisatoren des Anschlages auf das Einwohnermeldeamt Amsterdam zählte.
- Gezina van der Molen (1892–1978): Rechtswissenschaftlerin und Mitgründerin der Widerstandszeitschrift Trouw, die sich ab 1941 bei „Vrij Nederland“ engagierte und zahlreichen jüdischen Kindern das Leben rettete.
- Tiny Mulder (1921–2010): Journalistin und Schriftstellerin, die als Kurierin im friesischen Widerstand aktiv war, jüdische Untergetauchte versorgte und im Winter 1943/44 mehr als siebzig gestrandete alliierte Piloten nach England führte. Anfang 1944 tauchte sie unter.
- Annie van Ommeren-Averink (1913–1991): Widerstandskämpferin und Mitglied der Communistische Partij van Nederland (CPN). Nach dem Aufruf zum Februarstreik tauchte sie unter. 1943 organisierte sie den bewaffneten Widerstand in Haarlem.
- Loes van Overeem (1907–1980): Mitarbeiterin des niederländischen Roten Kreuzes während und nach dem Zweiten Weltkrieg, die sich für bessere Bedingungen vor allem im KZ Herzogenbusch und dem Durchgangslager Amersfoort einsetzte.
- Ru Paré (1896–1972): Malerin und Widerstandskämpferin, die Verstecke für jüdische Kinder fand, untergetauchte Menschen mit Geld und Lebensmittelgutscheinen versorgte und Personalausweise für sie fälschte.
- Reina Prinsen Geerligs (1922–1943): als Mitglied in der Widerstandsgruppe „CS-6“ beteiligte sie sich am Anschlag auf das Einwohnermeldeamt Amsterdam und an der Erschießung von insgesamt 24 Widerstandsmitgliedern, die als Verräter enttarnt worden waren. Sie wurde gefasst und im KZ Sachsenhausen getötet.

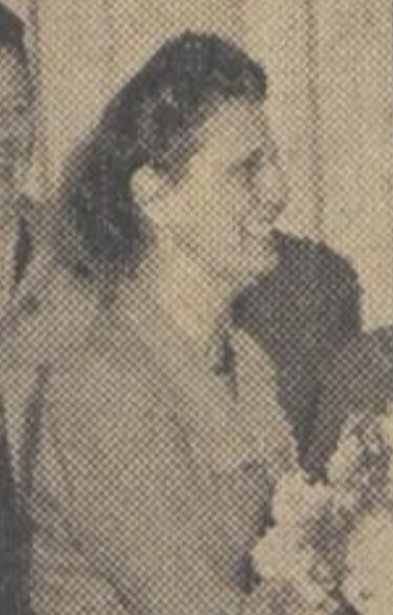
Rie Lips-Odinot
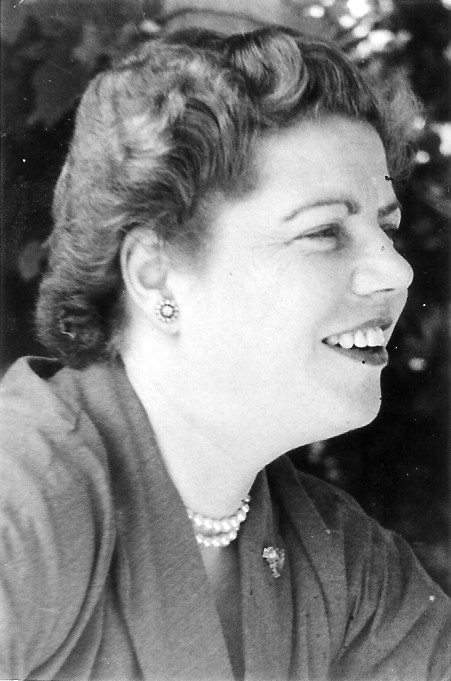
Loes van Overeem
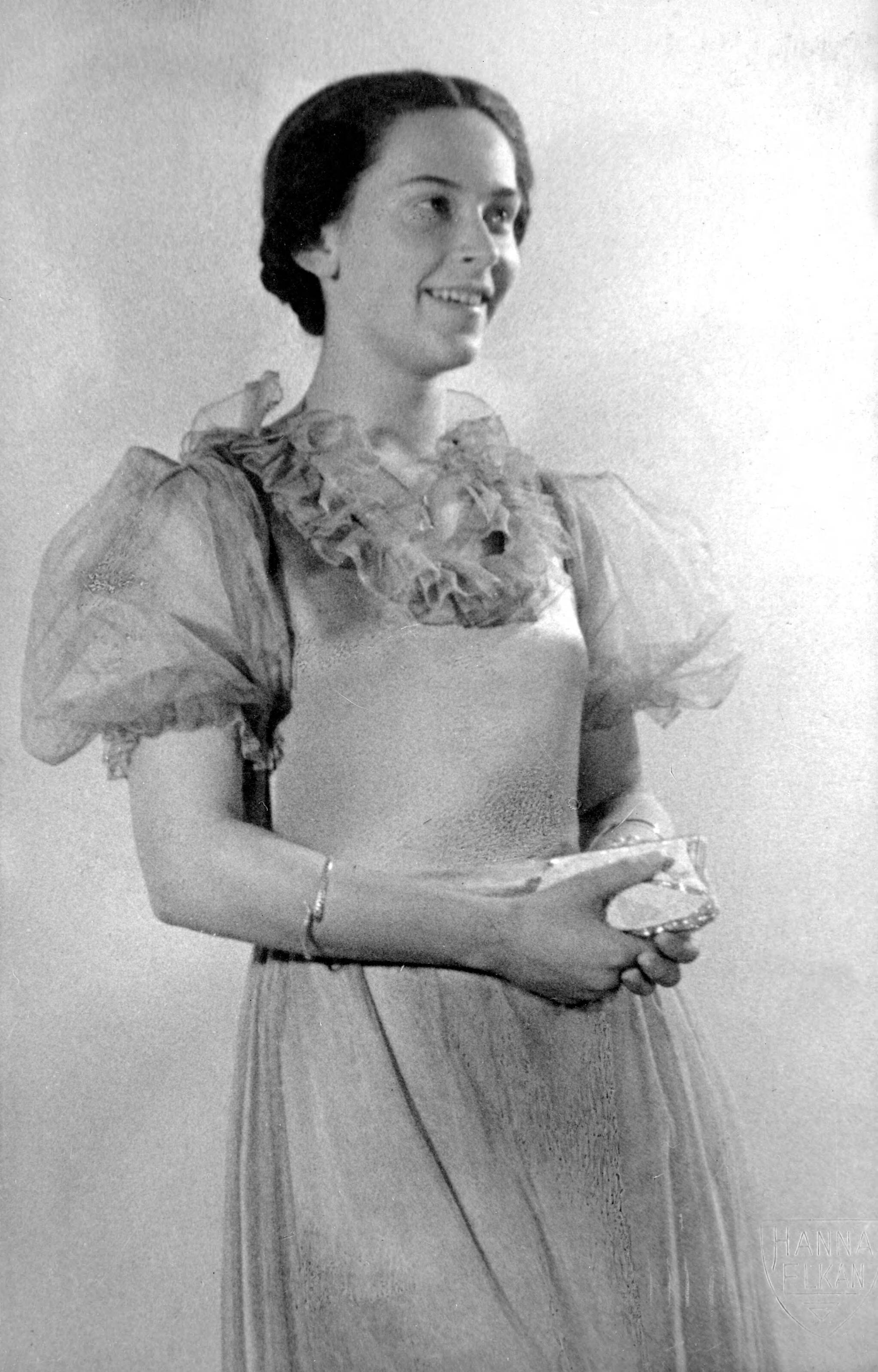
Reina Prinsen Geerligs
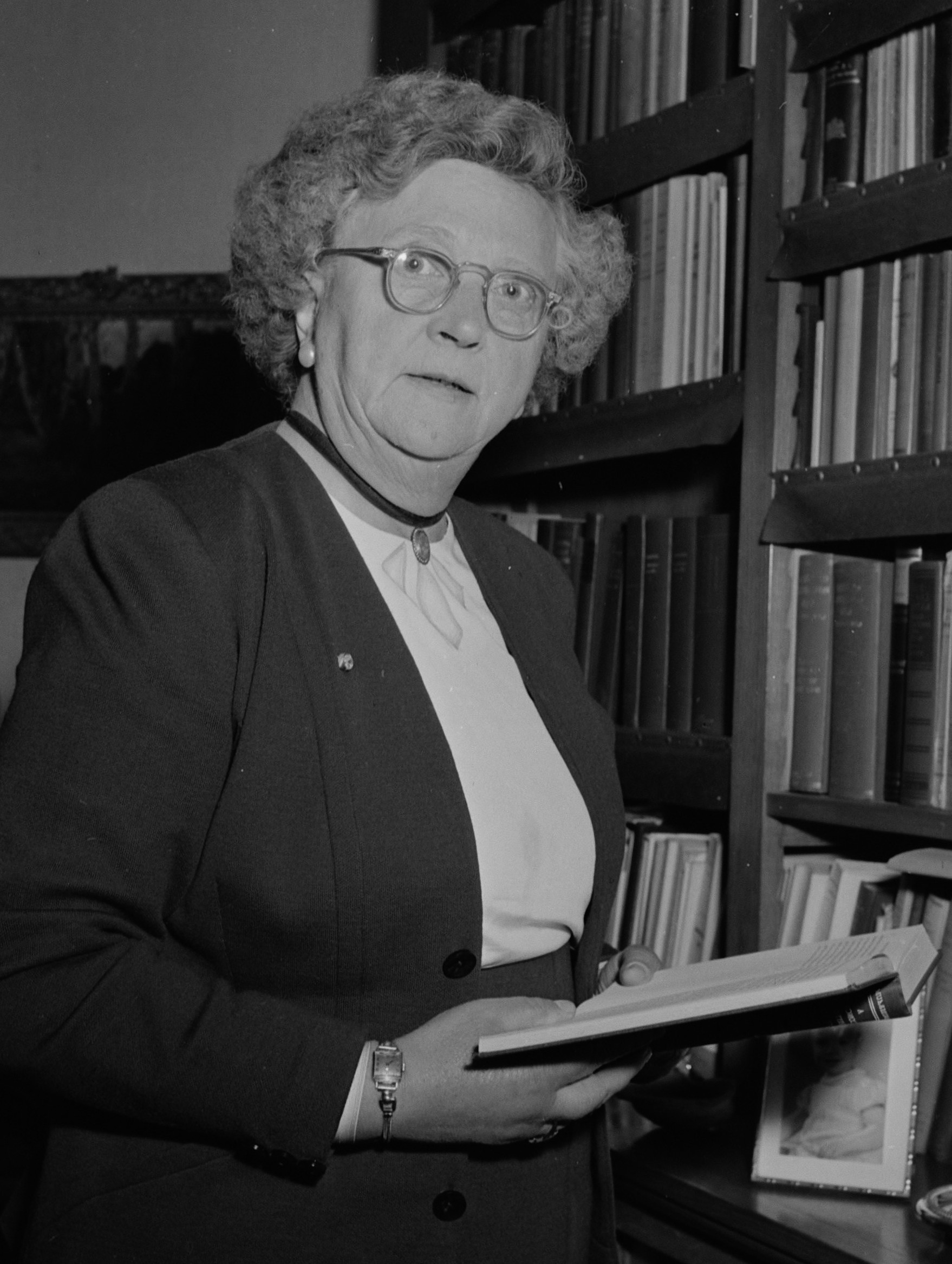
Gesina van der Molen
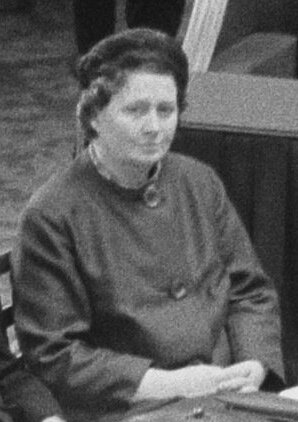
Annie van Ommeren-Averink

- Coba Pulskens (1884–1945): bot untergetauchten Juden, Widerstandskämpfern und im feindlichen Gebiet abgestürzten oder notgelandeten Piloten Unterschlupf. Sie wurde verhaftet und im KZ Ravensbrück umgebracht.
- Jannie Raak (1922–1957): Widerstandskämpferin, die auch weiter als Kurierin arbeitete, nachdem sie 1941 untergetaucht war.
- Ada van Randwijk-Henstra (1911–2013): Lehrerin, die für die Untergrundzeitung Vrij Nederland arbeitete, mehrfach verhaftet wurde und im Versteck lebte.
- Mink van Rijsdijk (1922–2000): Schriftstellerin, die die Widerstandsgruppe „Rolls Royce“ unterstützte und während des Krieges untertauchte.
- Hannie Schaft (1920–1945): als Mitglied der Widerstandsgruppe Raad van Verzet führte sie Anschläge auf hohe Repräsentanten der deutschen Besatzung wie Kader der Gestapo, niederländische Kollaborateure und „Verräter“ aus den eigenen Reihen aus. Sie wurde gefasst, gefoltert und im April 1945 in den Dünen von Bloemendaal erschossen.
- Atie Siegenbeek van Heukelom (1913–2002): Illustratorin, Zeichnerin und Autorin, die als Kurierin für den Raad van Verzet tätig war. Sie wurde gefasst und 1945 aus dem Außenlager Salzwedel des KZ Neuengamme befreit. Ihre Zeichnungen aus dieser Zeit wurden später veröffentlicht.
- Tina Strobos (1920–2012): niederländisch-amerikanische Medizinerin, Psychiaterin und Widerstandskämpferin, die mit ihrer Mutter über hundert Juden rettete, indem sie sie in ihrem Haus in Amsterdam versteckten und in andere Regionen brachten. Sie verteilte auch Lebensmittel, Waffen, Lebensmittelmarken und gefälschte Personalausweise an die Untergetauchten.
- Marie Anne Tellegen (1893–1976): Juristin und Frauenrechtlerin, die sich im Utrechts Kindercomité zur Unterbringung jüdischer Kinder und bei der Untergrundzeitung Vrij Nederland engagierte. Im Februar 1944 trat sie der Leitung der Widerstandsgruppe Nationaal Comité van Verzet (Nationales Widerstandskomitee) bei. Danach tauchte sie unter.
- Eelkje Timmenga-Hiemstra (1892–1971): war an der Unterstützung der Gefangenen im KZ Herzogenbusch beteiligt. Sie wurde „der Vught-Engel“ und „die Mutter der Gefangenen“ genannt. Ab April 1943 informierte sie vor allem Familienangehörige über Transporte und verschickte Pakete mit Lebensmitteln, Kleidung und Kleinutensilien an Häftlinge, deren Familien selbst keine Möglichkeit dazu hatten. Sie verbreitete zudem das Untergrundblatt Vrij Nederland und half Untergetauchten.
- Jacoba van Tongeren (1903–1967): Gründerin und Anführerin der Widerstandsgruppe Group 2000 in der Region Amsterdam, die Untergetauchten half.
- Tante Truus (Geertruida Wijsmuller-Meijer) (1896–1978): engagierte sich im Comité voor Bijzondere Joodse Belangen (Niederländisches Komitee für jüdische Belange) und rettete mit ihren Kindertransporten mehr als 10.000 jüdische und „nicht-arische“ Kinder.

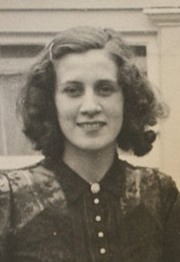
Tina Strobos
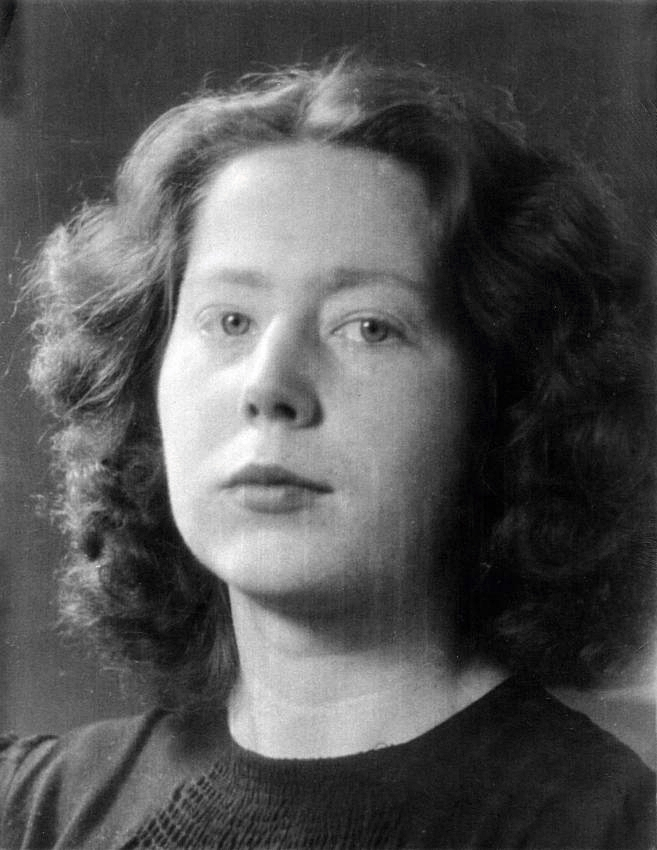
Hannie Schaft
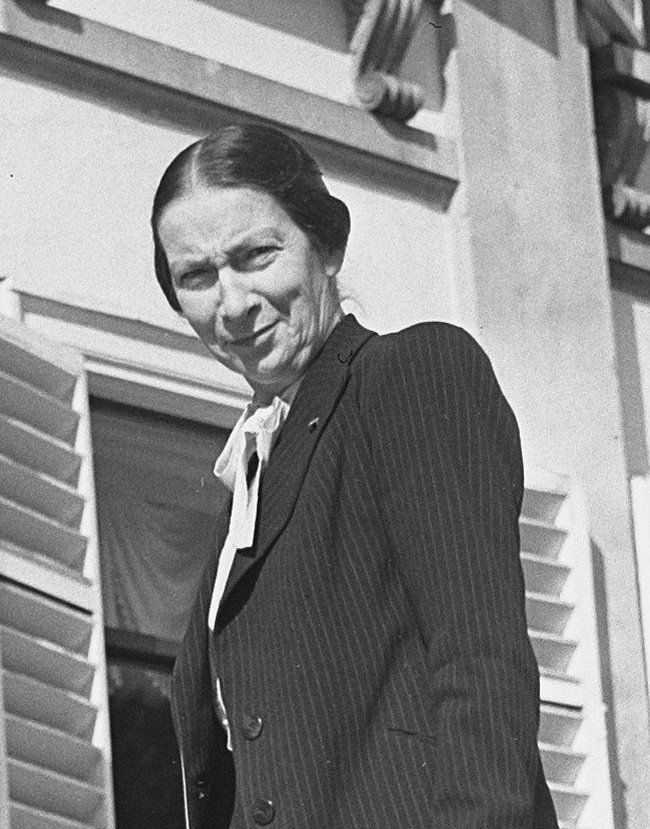
Marie Anne Tellegen
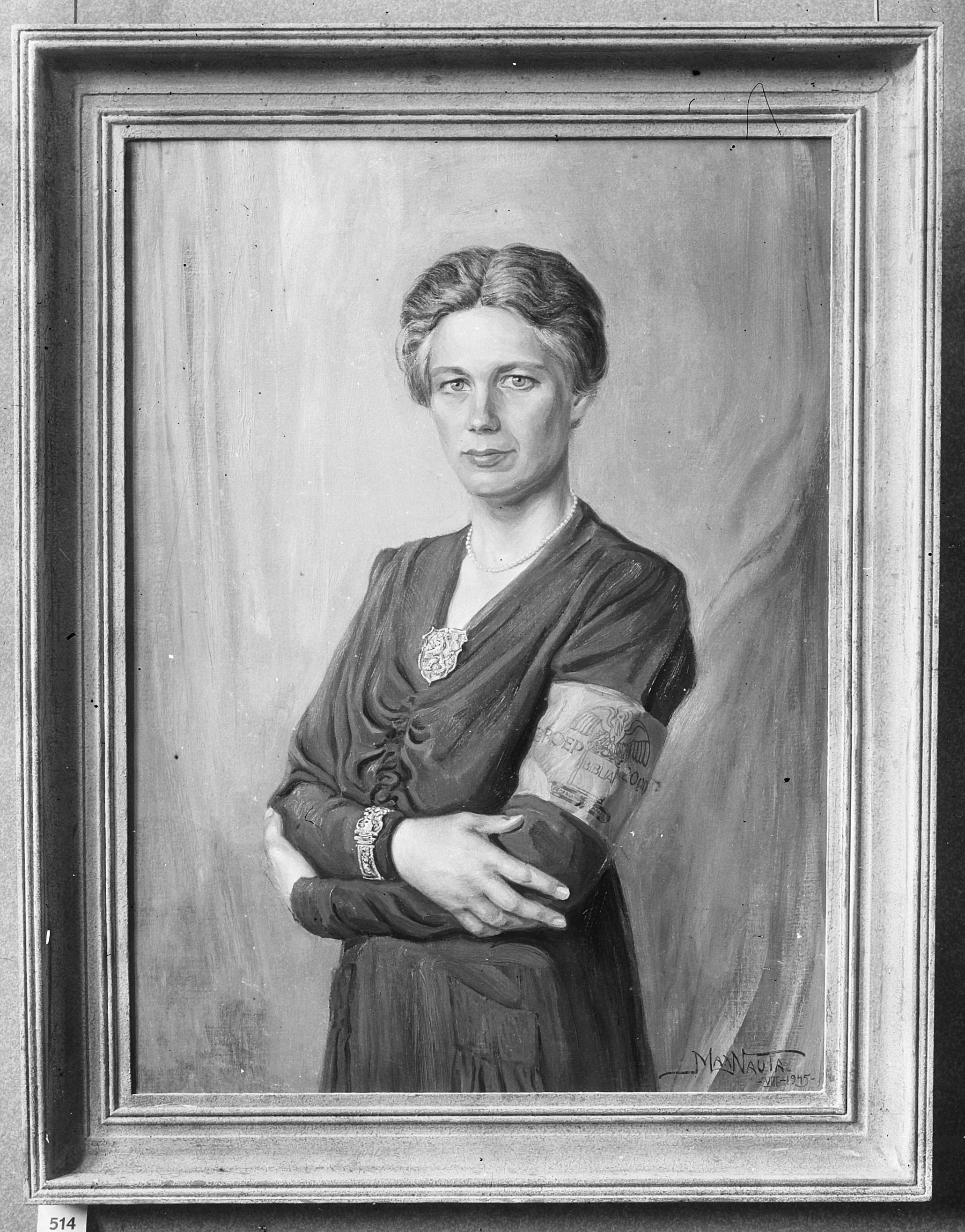
Jacoba van Tongeren
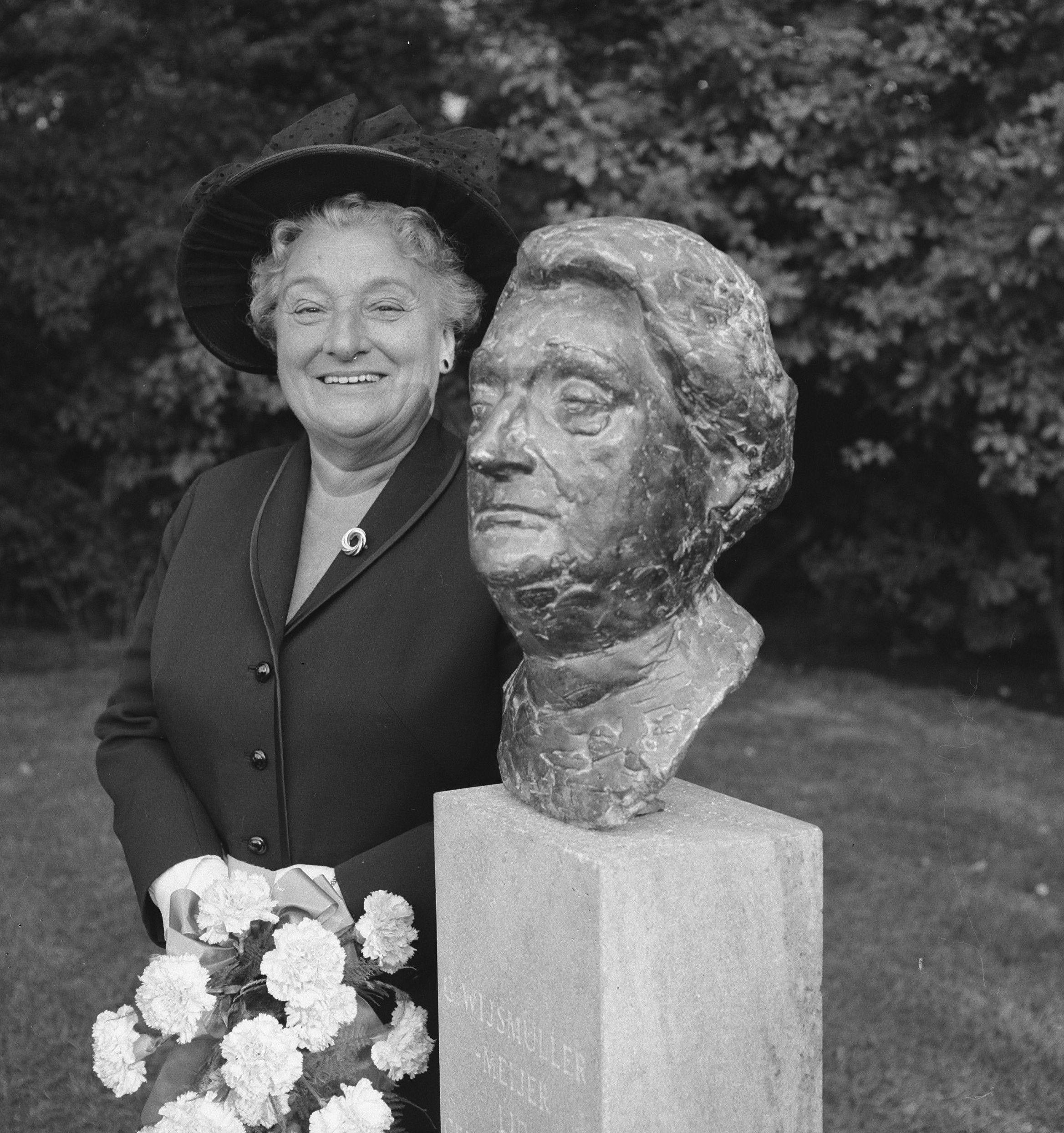
Tante Truus

- Theodora Versteegh (1888–1970): Sängerin, die ihrer Freundin und Widerstandskämpferin Ru Paré half, Verstecke für jüdische Kinder zu finden.
- Atie Visser (1914–2014): beteiligte sich als Mitglied der Marinus-Post-Gruppe an Überfällen auf Vertriebsbüros für Lebensmittelkarten und Gutscheine.
- Hanna van de Voort (1904–1956): rettete Untergetauchte und mehr als hundert jüdische Kinder vor der Deportation und Ermordung.
- Bep Voskuijl (1919–1983): gehörte zu den Helfern von Anne Frank und ihrer Familie, als diese sich versteckten.
- Hetty Voûte (1918–1999): Mitbegründerin der Untergrundzeitschrift Het Bulletin. Sie schloss sich dem Utrechts Kindercomité an, das jüdische Kinder vor der Deportation durch die Deutschen in Vernichtungslager in Sicherheit brachte. Sie wurde verhaftet und schließlich bei Kriegsende aus dem KZ Ravensbrück befreit.
- Gisèle van Waterschoot van der Gracht (1912–2013): Künstlerin, die ab 1941 eine Gruppe meist jüdischer Jugendlicher deutscher und niederländischer Nationalität versteckte.
- Gabrielle Weidner (1914–1945): niederländische Widerstandskämpferin, die im Zweiten Weltkrieg im französischen Widerstand aktiv war. Sie gehörte zu den Siebenten-Tags-Adventisten. Als wichtiges Mitglied des Widerstands war sie für die Rettung von mehr als 1.080 Menschen verantwortlich, darunter 800 niederländische Juden und mehr als 112 abgeschossene alliierte Piloten. Sie wurde von der Gestapo verhaftet und in ein Außenlager des Frauenkonzentrationslagers Ravensbrück gebracht, wo sie wenige Tage nach der Befreiung des Lagers durch die Russen an Unterernährung starb.
- Tineke Wibaut-Guilonard (1922–1996): engagierte sich als Schülerin im Widerstand, als ihre jüdischen Mitschüler das Amsterdamer Lyzeum verlassen mussten, suchte sie geeignete Verstecke für Untergetauchte, besorgte Lebensmittelkarten sowie falsche Personalausweise und erledigte Aufträge für die Widerstandsgruppe „CS-6“. Im September 1943 wurde sie gefasst und bei Kriegsende aus dem Außenlager Salzwedel des KZ Neuengamme befreit.
- Lydia Winkel (1913–1964): niederländische Historikerin, die sich von 1941 bis 1942 für das Untergrundblatt Vrij Nederland engagierte. Nach dem Krieg baute sie eine Sammlung niederländischer illegaler Zeitschriften und Broschüren aus dem Zweiten Weltkrieg auf und recherchierte die Fakten über die Ursprünge und die weitere Geschichte jeder Untergrundpublikation. 1954 wurden ihre Forschungen unter dem Titel The Underground Press 1940–1945 veröffentlicht. Es gilt als Standardhandbuch für Fragen zur niederländischen Untergrundpresse.
- Francien de Zeeuw (1922–2015): gab als Telefonistin Gespräche der Gestapo und des Sicherheitsdienstes über bevorstehende Razzien und Überfälle an den Widerstand weiter. Sie suchte Verstecke für untergetauchte Personen und versorgte sie mit Essensmarken und gefälschten Ausweisen.

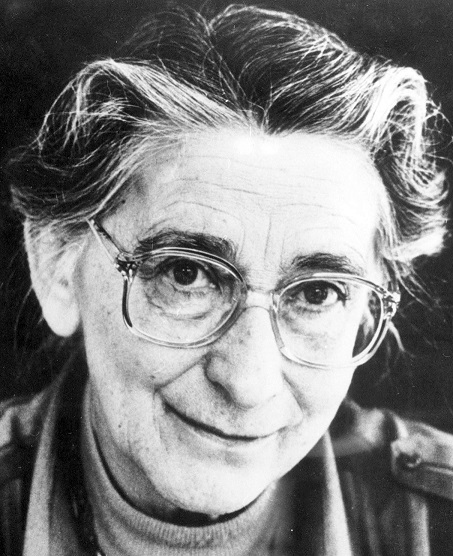
Hetty Voûte
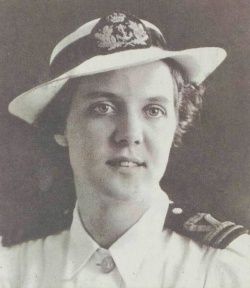
Francien de Zeeuw
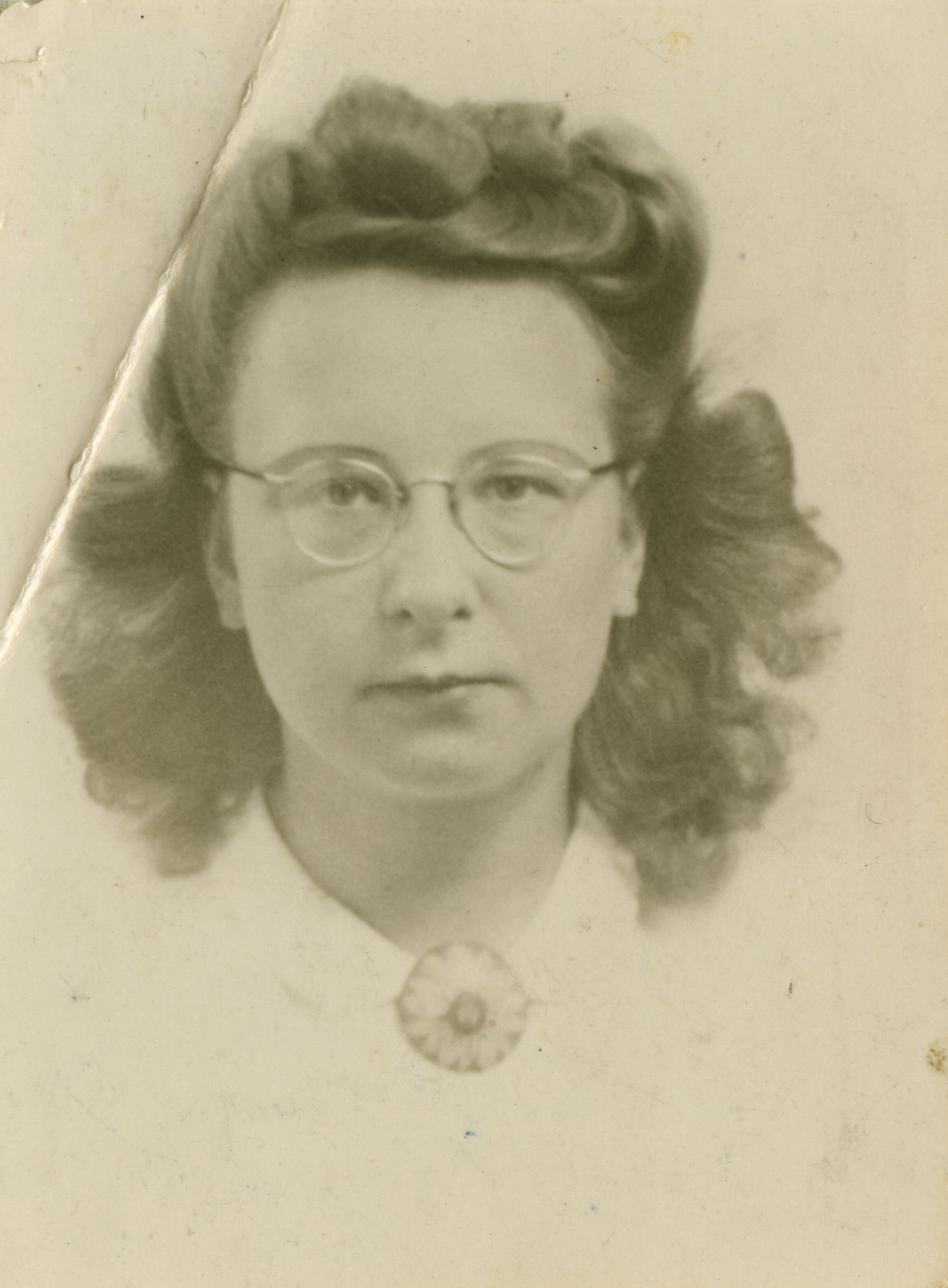
Bep Voskuijl
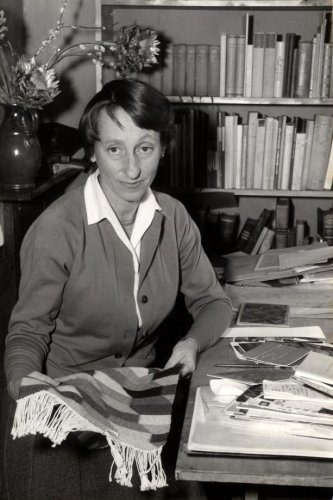
Gisèle van Waterschoot
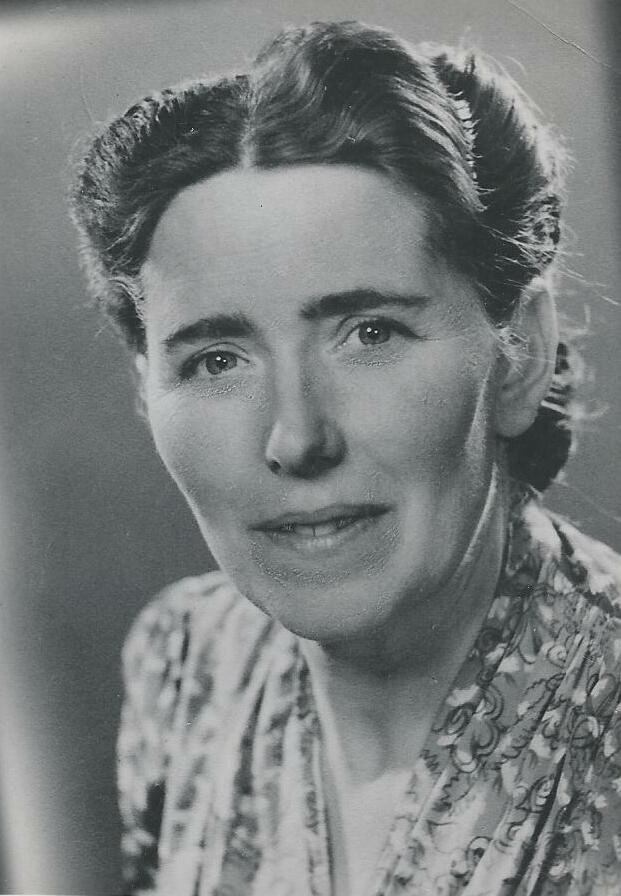
Hanna van de Voort

### Agentinnen und Angehörige der niederländischen Verwaltung, Regierung oder Streitkräfte
- Corinne Marie Louise van Boetzelaer (1912–2011): Mitbegründerin der „Marine Vrouwen Afdeling“ MARVA und erste weibliche Marineoffizierin in den Niederlanden. Sie gründete den „Bond van Nederlandsche Vrouwen in Groot-Brittannië“, um während und nach dem Krieg humanitäre Hilfe zu leisten.
- Jos Gemmeke (1922–2010): Widerstandskämpferin und neben Königin Wilhelmina die einzige Trägerin des Militär-Wilhelms-Ordens.
- Derkje Hazewinkel-Suringa (1889–1970): niederländische Rechtswissenschaftlerin und Professorin für Strafrecht und Strafprozessrecht an der Städtischen Universität Amsterdam. Sie warnte schon 1936 vor der Gefahr des Faschismus und des Nationalsozialismus, setzte sich für die Aufnahme deutsch-jüdischer Kinder in den Niederlanden ein und protestierte gegen die Entlassung jüdischer Professoren. Sie wurde entlassen, nach dem Krieg aber wieder als Professorin eingesetzt.
- Dien Hoetink (1904–1945): Rechtsanwältin, war während des Krieges als Beamtin des Ministerie van Economische Zaken an der Organisation der Lebensmittelversorgung beteiligt. Sie gründete einen Personalfonds aus Beamten des Nationalamtes, um entlassene jüdische Kollegen und Mitarbeiter, die in Deutschland zur Zwangsarbeit gezwungen wurden, in finanzieller Hinsicht zu unterstützen. Sie wurde verhaftet und starb im KZ Ravensbrück.

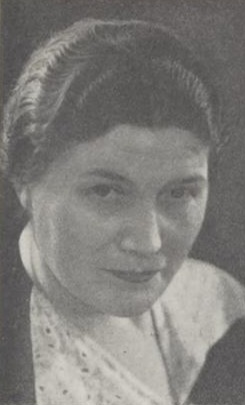
Derkje Hazewinkel-Suringa
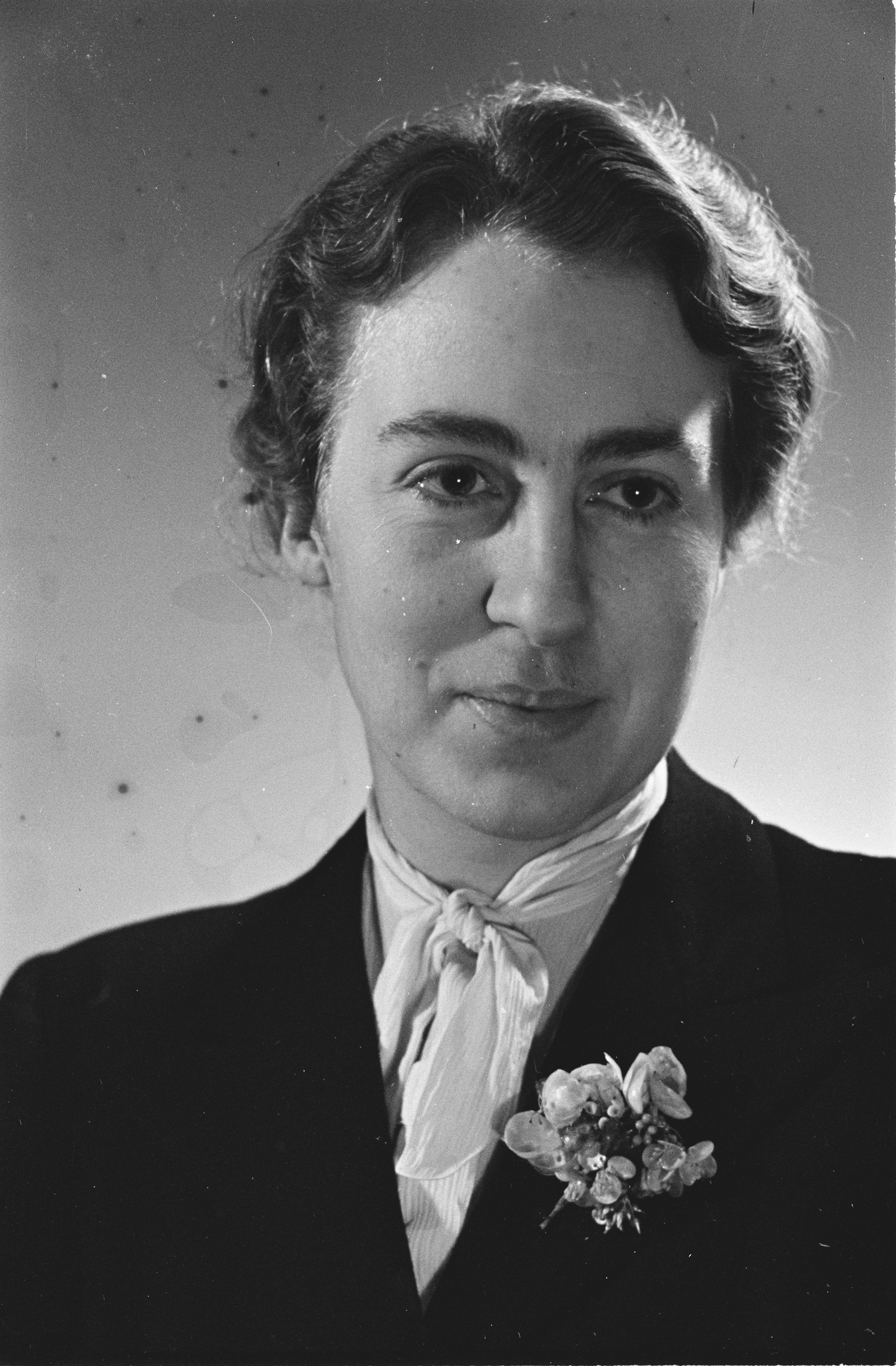
Corinne Marie Louise van Boetzelaer
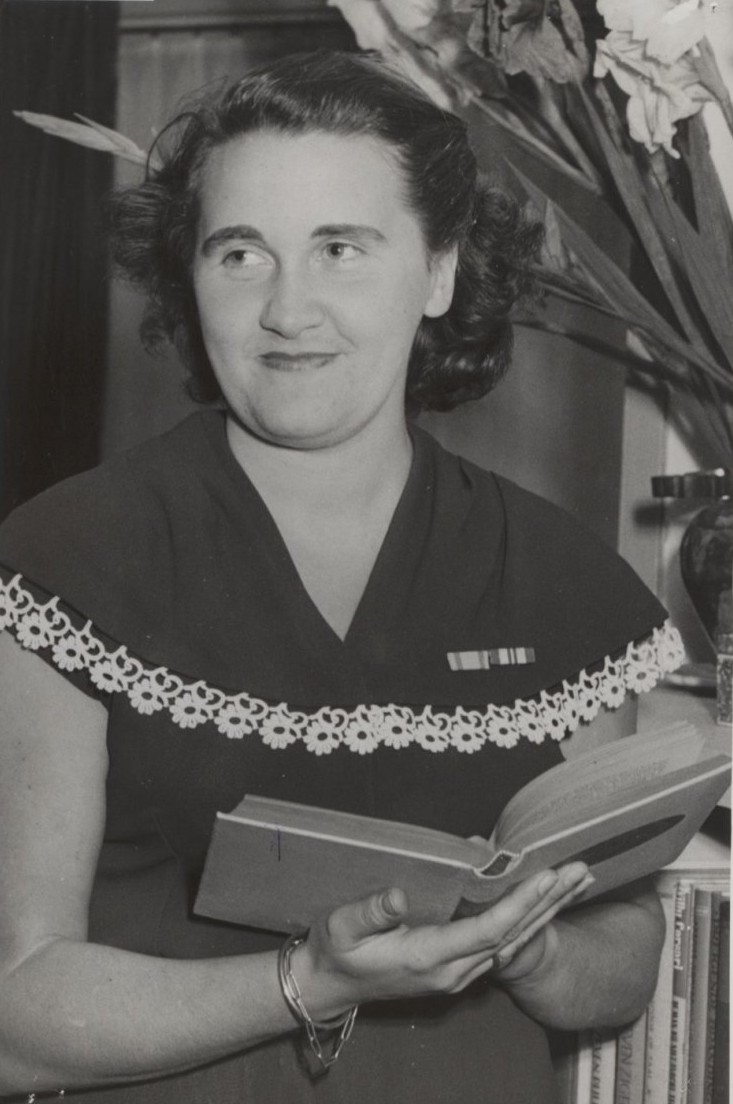
Jos Gemmeke

- Trix Terwindt (1911–1987): niederländische Widerstandskämpferin und Geheimagentin des britischen Geheimdienstes, die Fluchtwege im besetzten Europa organisierte, über die abgeschossene RAF-Piloten nach England zurückkehren konnten. Im „Englandspiel“ wurde sie im Februar 1943 verhaftet und 1945 aus dem KZ Mauthausen befreit.
- Annie van Velzen (1894–1967): gehörte zur Widerstandsgruppe innerhalb der Nimwegener Fürsorgestelle  Kinderpolitie. Sie wurde im September 1943 verhaftet und bei Kriegsende aus dem KZ Ravensbrück befreit.
- Königin Wilhelmina (1880–1962): flüchtete kurz vor der Niederlage der niederländischen Armee gegen die deutsche Wehrmacht und der deutschen Besetzung der Niederlande im Mai 1940 mit der Regierung nach London, wo sie die Niederländische Exilregierung bildete und zur Symbolfigur des niederländischen Widerstands wurde.

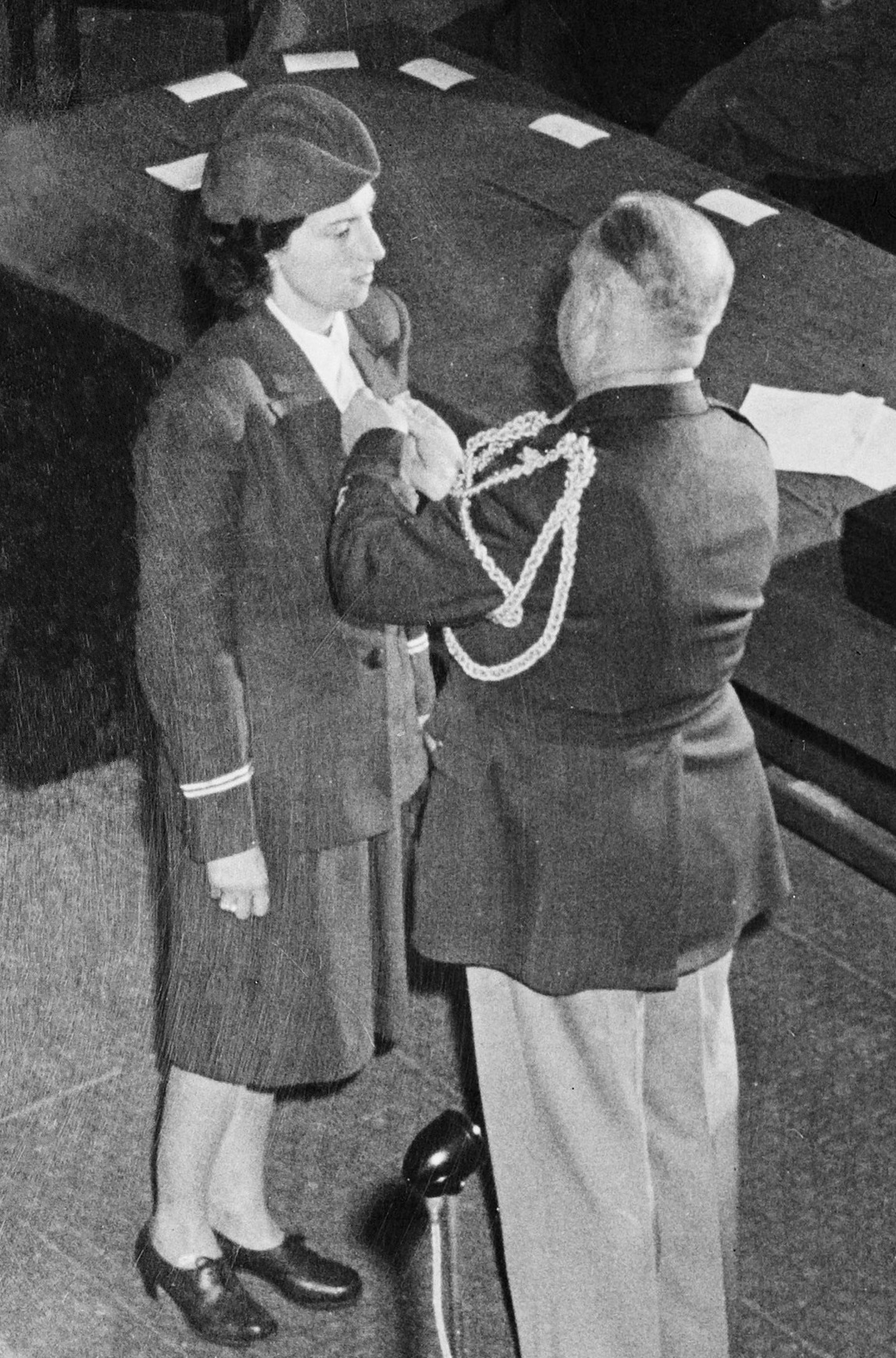
Trix Terwindt
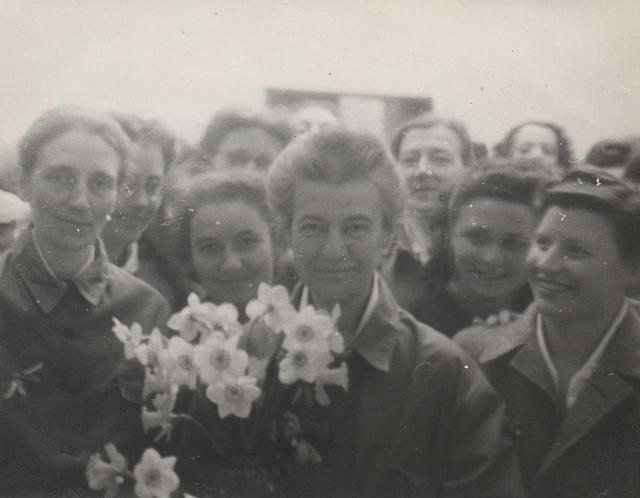
Annie van Velzen
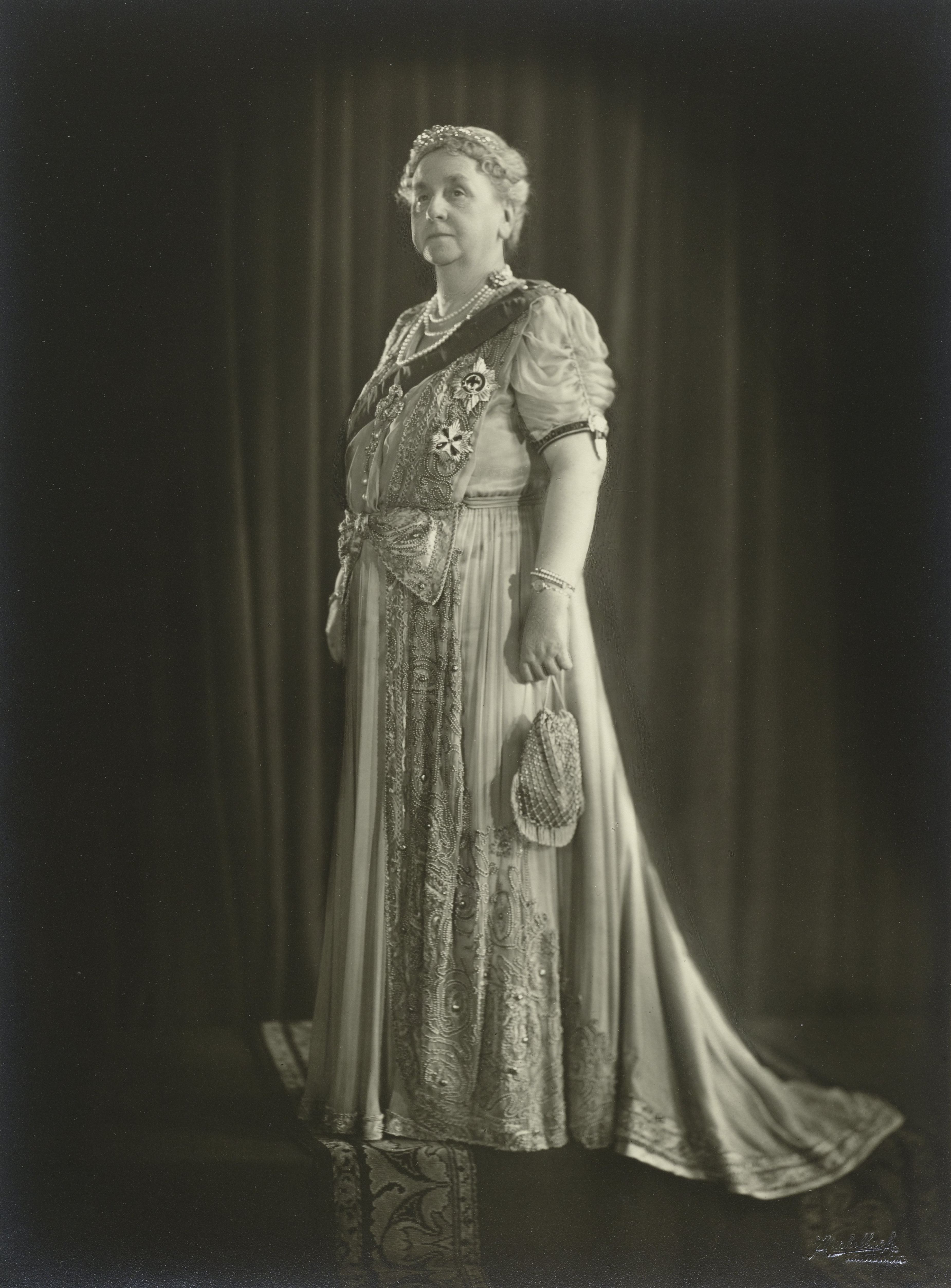
Königin Wilhelmina

### KZ-Personal, NSB-Mitglieder, Kollaborateurinnen, niederländische Nationalsozialistinnen
- Suze Arts (1916–1991): Geliebte des SS-Angehörigen Franz Ettlinger und Wächterin im KZ Herzogenbusch, die am Bunkerdrama von Vught beteiligt war.
- Stien van Bilderbeek (1887–1979): Mitglied der Nationaal-Socialistische Beweging (NSB) und Sekretärin von deren Führer Anton Mussert.
- Hilda Bongertman (1913–2004): populäre niederländische Flugbegleiterin und Schriftstellerin, die vor und während des Zweiten Weltkriegs in der Nationaal-Socialistische Beweging aktiv war.
- Ans van Dijk (1905–1948): niederländische Kollaborateurin im Zweiten Weltkrieg, die 145 Menschen, die meisten davon untergetauchte Juden, an die deutschen Besatzer verriet und dafür hingerichtet wurde.
- Elisabeth Keers-Laseur (1890–1997): fanatische niederländische Nationalsozialistin, Mitglied der NSB und Antisemitin, die auch nach dem Krieg ihrer Überzeugung anhing. Während der Besatzungszeit leitete sie einige Zeit den Nationalsozialistischen Frauenbund (NSVO).

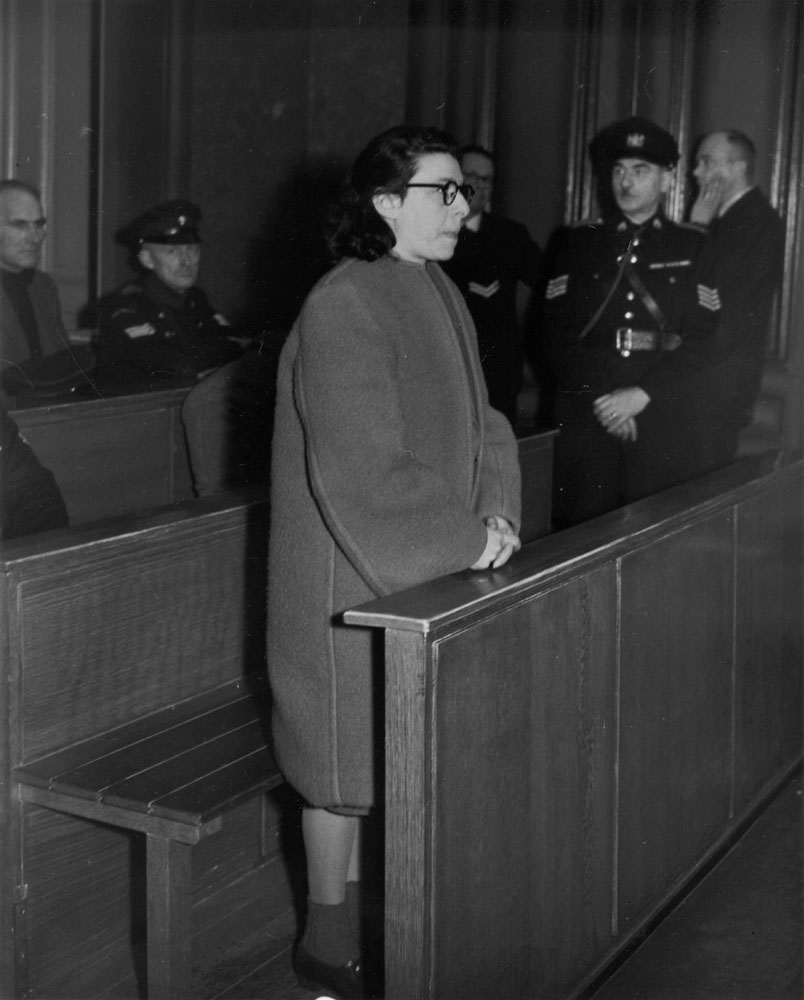
Ans van Dijk
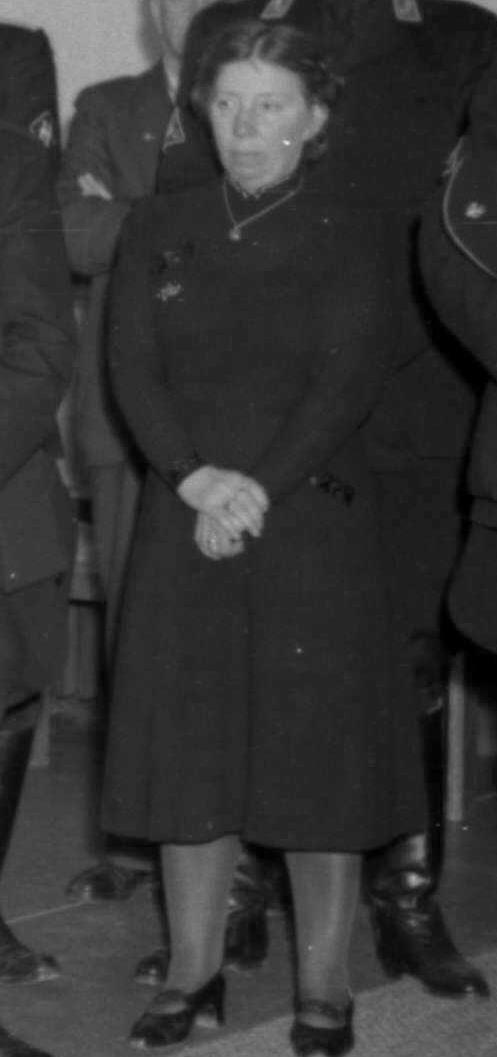
Stien van Bilderbeek
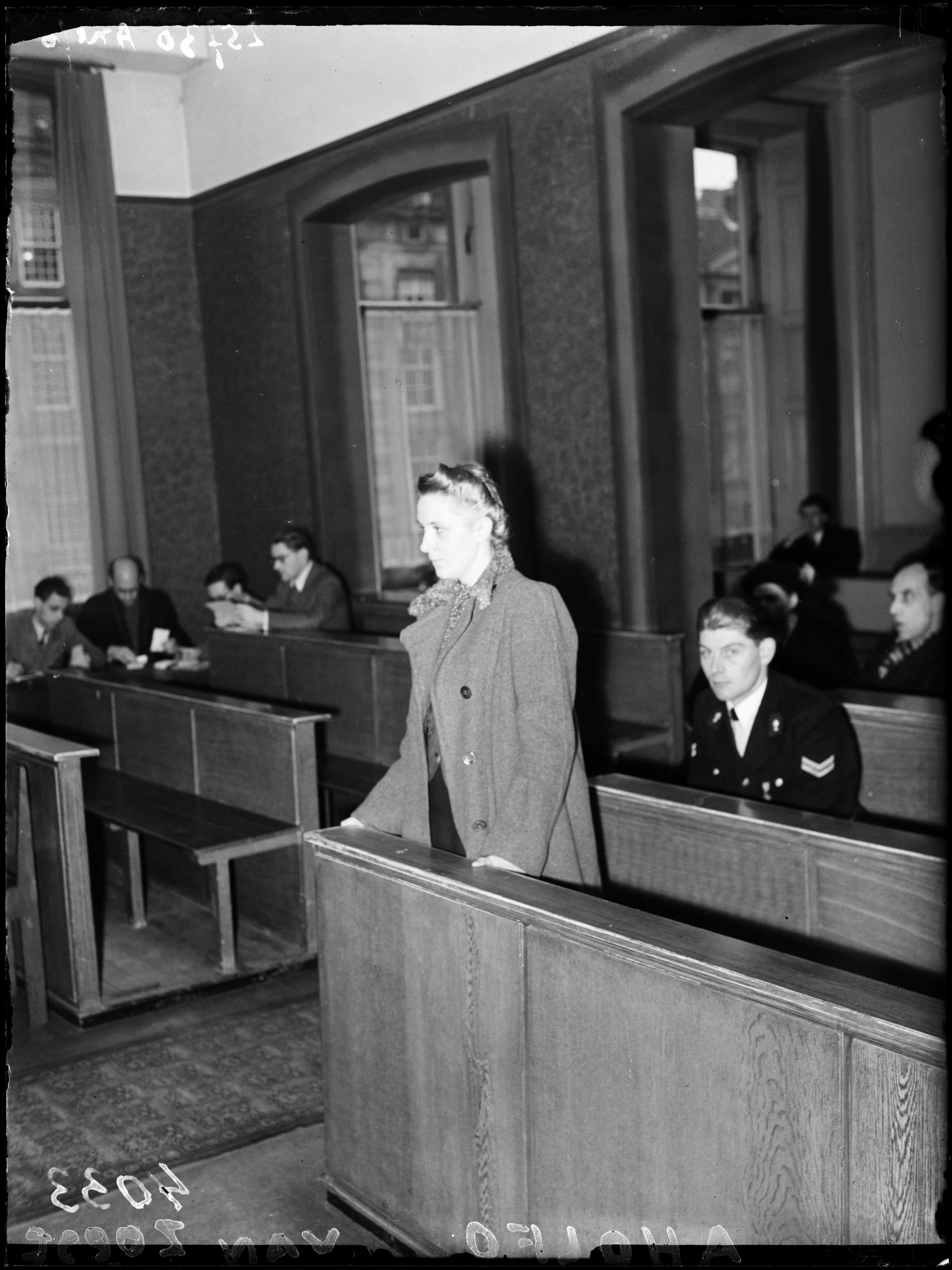
Suze Arts
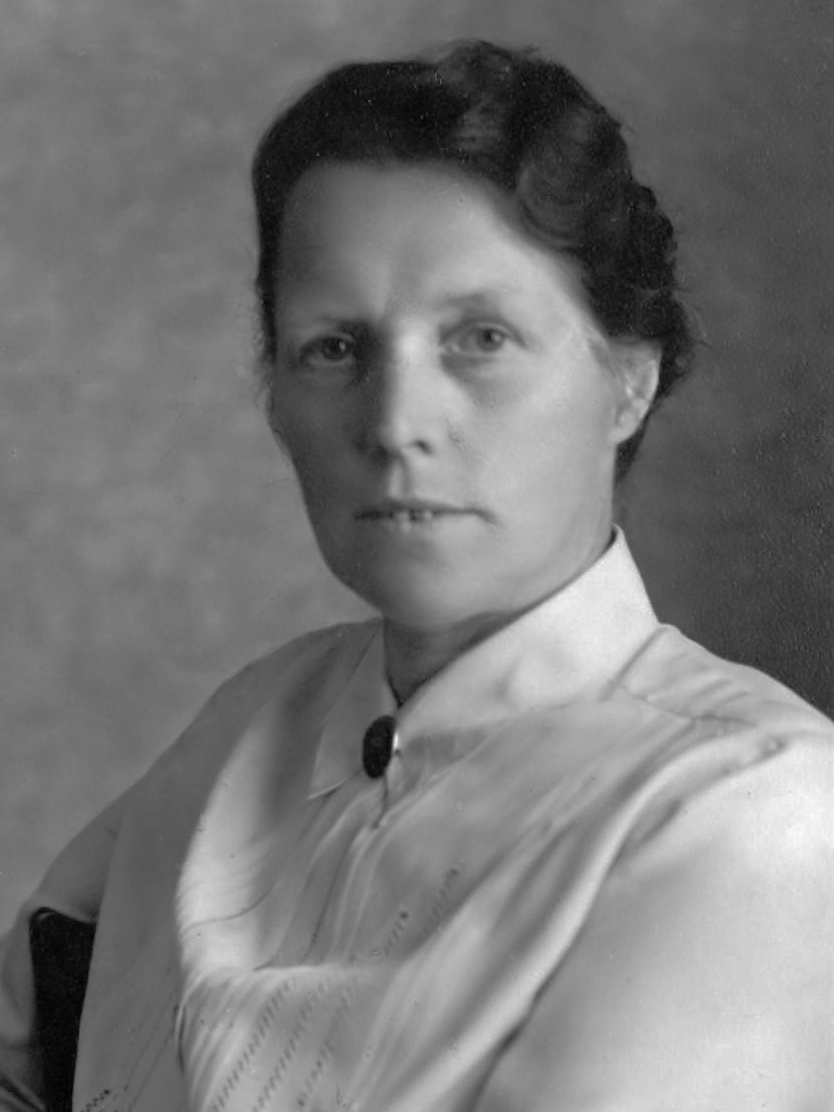
Elisabeth Keers-Laseur

- Julia op ten Noort (1910–1996): niederländische nationalsozialistische politische Aktivistin, Mitglied der NSB und ab 1938 am Aufbau der NSVO beteiligt. Sie wurde nach dem Krieg verurteilt, Anfang 1949 vorzeitig entlassen und lebte dann in Deutschland.
- Miep Oranje (1923–1944): niederländische Widerstandskämpferin, die nach ihrer Verhaftung 1944 als V-Person tätig war. Sie wurde später als „Kurierin des Todes“ bezeichnet, verschwand 1945 spurlos und wurde 1962 für tot erklärt.
- Florentine Rost van Tonningen (1914–2007): rechtsextreme niederländische Aktivistin und eine Leitfigur der Rechtsradikalen und Revisionisten Europas. Sie wurde wegen Kollaboration angeklagt und zu einer mehrjährigen Haftstrafe verurteilt. Bis zu ihrem Tod hielt sie an der NS-Ideologie fest.
- Adriana Valkenburg (1894–1968): niederländische Kollaborateurin, die 1942 gegen eine finanzielle Entschädigung Juden bei sich versteckte. Nachdem sie 1943 deshalb verhaftet worden war, begann sie als V-Person für die Besatzer zu arbeiten und jüdische Untergetauchte zu verraten.

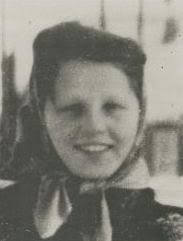
Miep Oranje
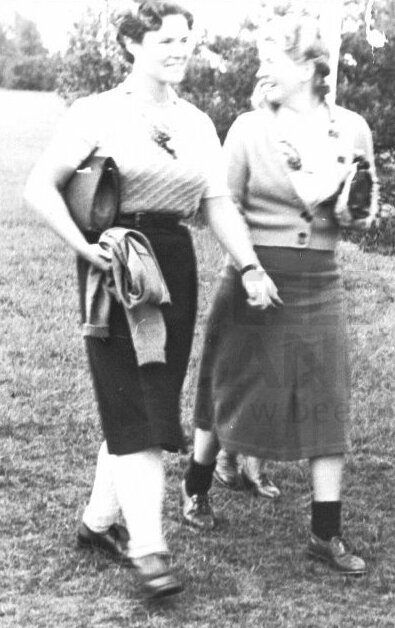
Julia op ten Noort und Florentine Rost van Tonningen
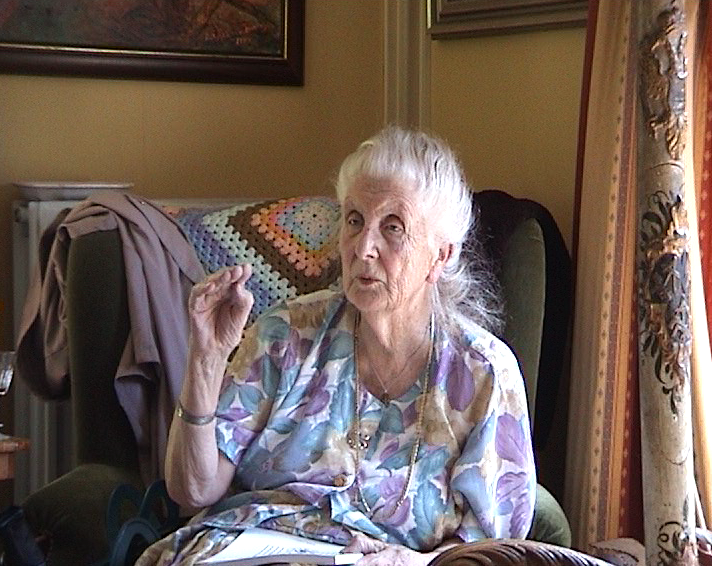
Florentine Rost van Tonningen